# Réseau interurbain de l'Isère
Ne doit pas être confondu avec CEN Réseau de l'Isère.
Cars Région Isère, anciennement TransIsère, est un réseau de transports interurbains géré et financé par la région Auvergne-Rhône-Alpes. Il dessert les communes du département de l'Isère, ainsi que des communes limitrophes dans les départements voisins, comme le Rhône, la métropole de Lyon ou la Savoie.
Depuis le 1er septembre 2017, la région Auvergne-Rhône-Alpes est l'autorité organisatrice des transports interurbains et scolaires. Dans l'Isère, la compétence est déléguée au département jusqu'au 1er septembre 2021, date où le réseau TransIsère prend le nom Cars Région Isère.

## Histoire

Ancien logo Transisère.

Le réseau est un lointain successeur de la Régie départementale des Voies ferrées du Dauphiné (VFD), qui exploitait de nombreuses lignes de tramways interurbains dans le département de l'Isère au début du XXe siècle. Cette régie départementale a été remplacée par une société d'économie mixte, conservant le nom VFD. La société, privatisée en 2018, reste l'un des principaux transporteurs du réseau.
En 2002, le Conseil général de l'Isère, un des organisateurs des transports publics dans le département, a unifié son réseau de transport en commun en créant le réseau Transisère. Une nouvelle identité visuelle pour l’ensemble des acteurs du réseau a été appliqué sur les véhicules (couleurs bleu et jaune). Le réseau a pour points névralgiques les gares routières de Grenoble et de Villefontaine.
Pour améliorer la qualité de service de son réseau, le conseil départemental a développé, au fil des années :
- une tarification unique et zonale avec la mise en service de la carte OùRA! pour plus d'intermodalité ;
- des lignes à haut niveau de service, que l’on appelle « lignes Express » ;
- des voies de bus sur autoroute. Depuis le 3 septembre 2007, l’autoroute A48, possède la première voie spécialisée partagée (VSP) de France[3], entre Saint-Égrève et le pont d'Oxford à Grenoble (5 km). Le 17 mars 2014, une nouvelle portion de 5 km a été créé en amont de la première. Désormais, d'une longueur de 10 km, située entre la barrière de péage de Voreppe et le pont d'Oxford, la VSP permet aux bus autorisés (Transisère et navettes Aéroports) d'éviter les bouchons[4].

Le 1er septembre 2021, la région reprend la gestion du réseau qui est renommé Cars Région Isère.
La numérotation à quatre chiffres est abandonnée au profit de la nouvelle numérotation alphanumérique régionale, avec la lettre « T » pour les lignes régulières, les lignes Express devenant des Cars Région Express (lettre « X »), et une logique sectorielle pouvant être décrite ainsi :
- T10 à T19 : Lignes des Terres Froides ;
- T20 à T29 : Lignes de la région de Crémieu ;
- T30 à T39 : Lignes de la région de Vienne ;
- T40 à T49 : Lignes du Voironnais et de la Chartreuse ;
- T50 à T59 : Lignes de la Bièvre ;
- T60 à T69 : Lignes du Vercors et du Chambarans ;
- T70 à T79 : Lignes de l'Oisans ;
- T80 à T89 : Lignes du Grésivaudan ;
- T90 à T99 : Lignes du Trièves et de la Matheysine.

À partir de la rentrée de septembre 2024, le réseau Tougo et TAG fusionnent, devenant M réso, par conséquent les lignes du Grésivaudan (sauf T83) intègreront le réseau M réso ainsi que leur gestion et ne seront plus géré par la région,.

## Le réseau

### Points de vente
Carte des points de vente du réseau.

#### Agences
Le réseau compte 16 agences commerciales, dont les gares routières de Grenoble et Villefontaine. Elles sont équipées du matériel nécessaire à la réalisation de la carte OùRA! et à la vente de l'ensemble des titres de transports du réseau.
Elles se situent à :
- Beaurepaire
- Bourg-d'Oisans
- Bourgoin-Jallieu
- Crémieu
- Crolles
- Grenoble
- Morestel
- L'Isle-d'Abeau
- Le Pont-de-Beauvoisin
- Saint-Étienne-de-Saint-Geoirs
- Saint-Laurent-du-Pont
- Saint-Marcellin
- Vienne
- Villard-de-Lans
- Villefontaine
- Voiron

#### Relais-vente
En complément des 16 agences commerciales, 74 relais-vente sont apparus dans l'ensemble du département. Toutefois, ils ne sont pas en mesure de réaliser ou de mettre à jour la carte OùRA!. Ils commercialisent tous les titres de transports du réseau sauf les abonnements annuels.
En outre, on retrouve aussi :
- Les distributeurs automatiques de titres de transport (7 DAT : Bourg-d'Oisans, Bourgoin-Jallieu, Grenoble, Vienne, Villard-de-Lans, Villefontaine et Voiron) ;
- Les agences de Mobilités du réseau TAG et l'agence TCL de Lyon Part-Dieu commercialisent, au même titre que les relais-vente, les titres de transport du réseau Cars Région Isère.

### Tarification

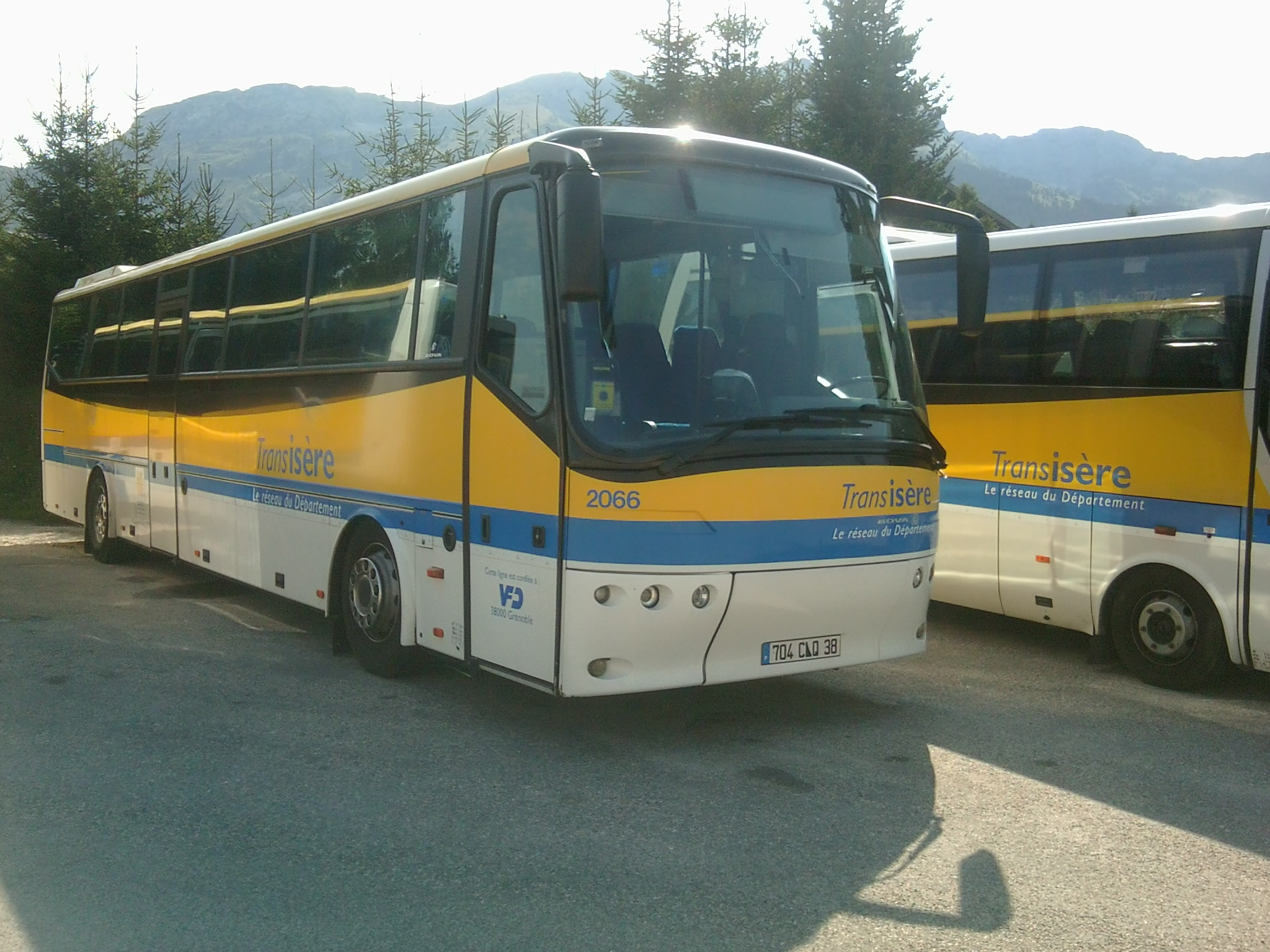
Un autocar VFD, au dépôt de la maison du conseil départemental de Villard-de-Lans.

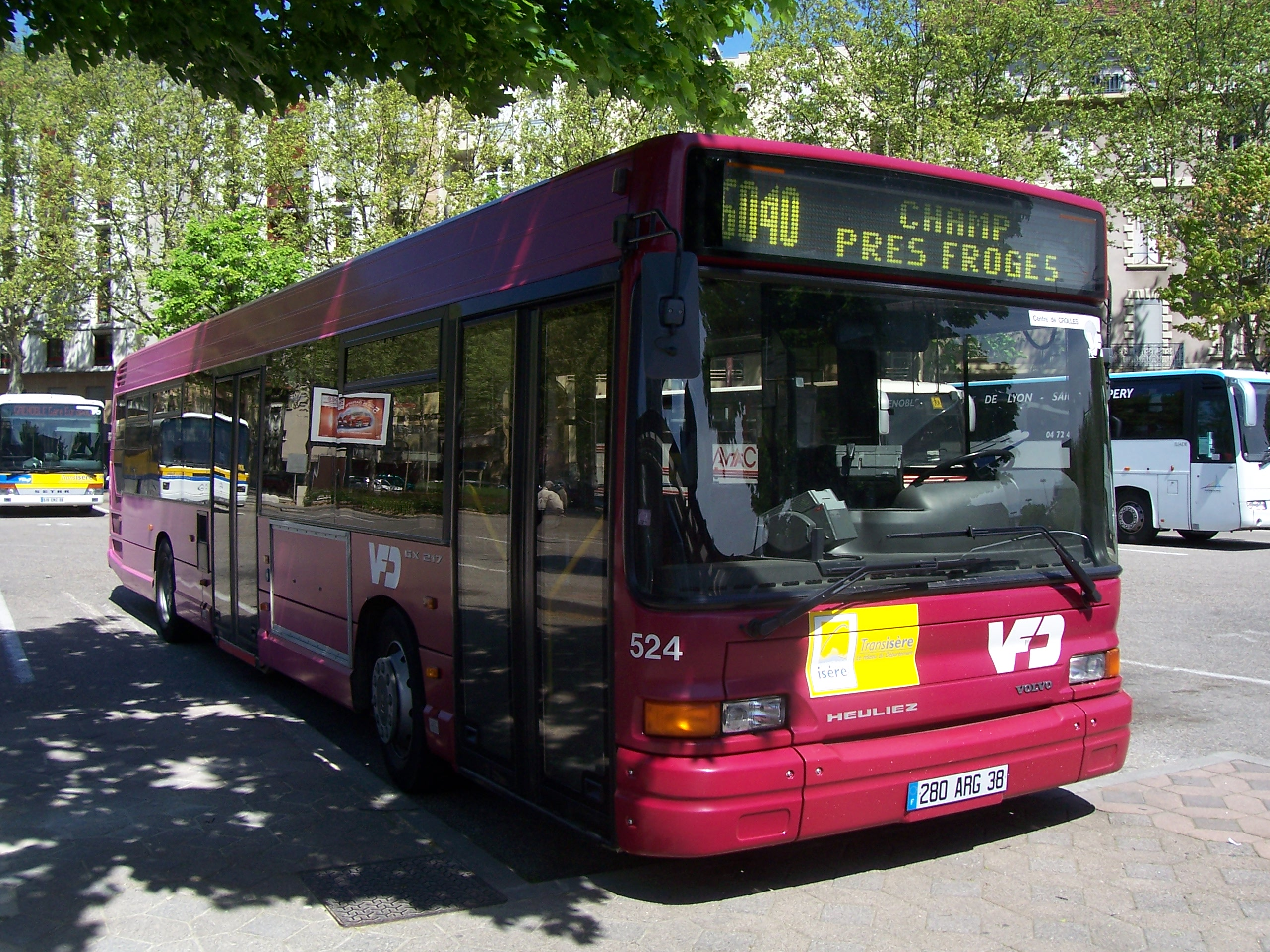
Un bus VFD Heuliez GX 217, de la ligne no 6040, à la gare routière de Grenoble.

La tarification du réseau repose sur un système unique et zonal :
- « L'utilisateur occasionnel doit donc choisir, en achetant son titre, le nombre de zones qu'il souhaite traverser en fonction de son trajet. »
- « En plus du nombre de zones à traverser, le tarif des abonnements est défini en fonction de l'offre de transport de la zone concernée, selon les catégories suivantes : zone urbaine, périurbaine ou rurale. »

Depuis le 1er juillet 2014, le réseau compte les 9 zones suivantes :
- Zones urbaines :
  - Zone A : Grenoble-Alpes Métropole + Voreppe
  - Zone RH : département du Rhône et métropole de Lyon (pour les lignes allant sur Lyon)
- Zones périurbaines :
  - Zone B : première couronne périurbaine de Grenoble + Communauté d'agglomération du Pays voironnais + Communauté de communes du Pays du Grésivaudan
  - Zone E : Vienne Condrieu Agglomération (partie iséroise) + Communauté d'agglomération Porte de l'Isère + région de Crémieu
- Zones rurales :
  - Zone C : deuxième couronne périurbaine de Grenoble + Matheysine + Oisans + Trièves
  - Zone D : Plaine de Bièvre + Terres froides + régions de Morestel et de La Tour-du-Pin
  - Zones HT1 et HT2 : département des Hautes-Alpes (pour les lignes allant sur Gap)
  - Zone S : département de la Savoie (pour les lignes allant sur Chambéry)

### Les lignes
Liste des lignes au 1er septembre 2021
Au 1er septembre 2021, les lignes Express 1 à 7 et Express 7320 deviennent les lignes X1 à X8 des Cars Région Express.
Pour les autres lignes, la renumérotation se fait ainsi :
| Ancien numéro | Nouveau numéro |
| ------------- | -------------- |
| 1000          | T10            |
| 1010          | T11            |
| 1020          | T12            |
| 1040          | T14            |
| 1050          | T15            |
| 1060          | T16            |
| 1130          | T30            |
| 1140          | T31            |
| 1150          | T23            |
| 1230          | T13            |
| 1380          | T43            |
| 1410          | T17            |
| 1450          | T18            |
| 1980          | T20            |
| 1981          | T21            |
| 1982          | T22            |
| 2070          | T32            |
| 2080          | T33            |
| 2090          | T34            |
| 2180          | T52            |
| 2610          | T53            |
| 2700          | T54            |
| 2900          | T35            |
| 2960          | T36            |
| 2990          | T37            |
| 3000          | T75            |
| 3010          | T71            |
| 3011          | T70            |
| 3020          | T76            |
| 3030          | T73            |
| 3040          | T77            |
| 4100          | T90            |
| 4101          | T91            |
| 4110          | T92            |
| 4310          | T93            |
| 4500          | T95            |
| 4600          | T94            |
| 5000          | T60            |
| 5020          | T61            |
| 5100          | T64            |
| 5110          | T65            |
| 5120          | T66            |
| 5130          | T67            |
| 5200          | T62            |
| 5250          | T63            |
| 6010          | T87            |
| 6020          | T80            |
| 6030          | T82            |
| 6051          | T88            |
| 6052          | T89            |
| 6060          | T83            |
| 6080          | T84            |
| 6070          | T81            |
| 6200          | T86            |
| 6550          | T85            |
| 7000          | T40            |
| 7010          | T41            |
| 7110          | T42            |
| 7300          | T50            |
| 7330          | T51            |
| 7350          | T55            |
| 7360          | T56            |
| 7500          | T44            |

#### Lignes T10 à T19
| Ligne | Caractéristiques | Caractéristiques                                                                  | Caractéristiques                                                                  | Caractéristiques                                                                  | Caractéristiques                                                                  | Caractéristiques                                                                  | Caractéristiques                                                                  | Caractéristiques                                                                  | Caractéristiques                                                                  |
| T10   | Les Avenières Veyrins-Thuellin — Les Avenières Stade ⥋ La Tour-du-Pin — Gare SNCF | Les Avenières Veyrins-Thuellin — Les Avenières Stade ⥋ La Tour-du-Pin — Gare SNCF | Les Avenières Veyrins-Thuellin — Les Avenières Stade ⥋ La Tour-du-Pin — Gare SNCF | Les Avenières Veyrins-Thuellin — Les Avenières Stade ⥋ La Tour-du-Pin — Gare SNCF | Les Avenières Veyrins-Thuellin — Les Avenières Stade ⥋ La Tour-du-Pin — Gare SNCF | Les Avenières Veyrins-Thuellin — Les Avenières Stade ⥋ La Tour-du-Pin — Gare SNCF | Les Avenières Veyrins-Thuellin — Les Avenières Stade ⥋ La Tour-du-Pin — Gare SNCF | Les Avenières Veyrins-Thuellin — Les Avenières Stade ⥋ La Tour-du-Pin — Gare SNCF | Les Avenières Veyrins-Thuellin — Les Avenières Stade ⥋ La Tour-du-Pin — Gare SNCF |
| ----- | --- | --------------------------------------------------------------------------------- | --------------------------------------------------------------------------------- | --------------------------------------------------------------------------------- | --------------------------------------------------------------------------------- | --------------------------------------------------------------------------------- | --------------------------------------------------------------------------------- | --------------------------------------------------------------------------------- | --------------------------------------------------------------------------------- |
| T10   | Ouverture / Fermeture — / — | Longueur —                                                                        | Durée 35 min                                                                      | Nb. d’arrêts 27                                                                   | Matériel —                                                                        | Jours de fonctionnement L, Ma, Me, J, V, S                                        | Jour / Soir / Nuit / Fêtes O / N / N / N                                          | Voy. / an —                                                                       | Transporteur —                                                                    |
| T10   | Desserte : - Villes et lieux desservis : Les Avenières Veyrins-Thuellin, Corbelin, La Bâtie-Montgascon, Saint-Clair-de-la-Tour et La Tour-du-Pin - Stations et gares desservies : Gare de La Tour-du-Pin |                                                                                   |                                                                                   |                                                                                   |                                                                                   |                                                                                   |                                                                                   |                                                                                   |                                                                                   |
| T10   | Autre : - Zones traversées : C et D. - Arrêts non accessibles aux UFR : N.C. - Amplitudes horaires : La ligne fonctionne du lundi au vendredi de 6 h 30 à 19 h 25 et le samedi à raison d'un aller-retour par jour. - Particularités : Le collège Arc en Ciers est desservi à certains services. - Date de dernière mise à jour : 8 août 2021.                                     |                                                                                   |                                                                                   |                                                                                   |                                                                                   |                                                                                   |                                                                                   |                                                                                   |                                                                                   |
| T10   | Dernière actualisation : — |                                                                                   |                                                                                   |                                                                                   |                                                                                   |                                                                                   |                                                                                   |                                                                                   |                                                                                   |
| T11   | Morestel — Collège F.-A. Ravier ⥋ La Tour-du-Pin — Gare SNCF | Morestel — Collège F.-A. Ravier ⥋ La Tour-du-Pin — Gare SNCF                      | Morestel — Collège F.-A. Ravier ⥋ La Tour-du-Pin — Gare SNCF                      | Morestel — Collège F.-A. Ravier ⥋ La Tour-du-Pin — Gare SNCF                      | Morestel — Collège F.-A. Ravier ⥋ La Tour-du-Pin — Gare SNCF                      | Morestel — Collège F.-A. Ravier ⥋ La Tour-du-Pin — Gare SNCF                      | Morestel — Collège F.-A. Ravier ⥋ La Tour-du-Pin — Gare SNCF                      | Morestel — Collège F.-A. Ravier ⥋ La Tour-du-Pin — Gare SNCF                      | Morestel — Collège F.-A. Ravier ⥋ La Tour-du-Pin — Gare SNCF                      |
| T11   | Ouverture / Fermeture — / — | Longueur —                                                                        | Durée 40 min                                                                      | Nb. d’arrêts 27                                                                   | Matériel —                                                                        | Jours de fonctionnement L, Ma, Me, J, V                                           | Jour / Soir / Nuit / Fêtes O / N / N / N                                          | Voy. / an —                                                                       | Transporteur UTP Delta Cars Autocars Martin Ampère                                |
| T11   | Desserte : - Villes et lieux desservis : Morestel, Vézeronce-Curtin, Saint-Sorlin-de-Morestel, Les Avenières Veyrins-Thuellin, Dolomieu, La Chapelle-de-la-Tour et La Tour-du-Pin - Stations et gares desservies : Gare de La Tour-du-Pin |                                                                                   |                                                                                   |                                                                                   |                                                                                   |                                                                                   |                                                                                   |                                                                                   |                                                                                   |
| T11   | Autre : - Zones traversées : D. - Arrêts non accessibles aux UFR : N.C. - Amplitudes horaires : La ligne fonctionne du lundi au vendredi de 6 h 35 à 18 h 25 environ. - Date de dernière mise à jour : 8 août 2021. |                                                                                   |                                                                                   |                                                                                   |                                                                                   |                                                                                   |                                                                                   |                                                                                   |                                                                                   |
| T11   | Dernière actualisation : — |                                                                                   |                                                                                   |                                                                                   |                                                                                   |                                                                                   |                                                                                   |                                                                                   |                                                                                   |
| T12   | Morestel — Centre-Ville ⥋ Bourgoin-Jallieu — Barbusse Gare routière | Morestel — Centre-Ville ⥋ Bourgoin-Jallieu — Barbusse Gare routière               | Morestel — Centre-Ville ⥋ Bourgoin-Jallieu — Barbusse Gare routière               | Morestel — Centre-Ville ⥋ Bourgoin-Jallieu — Barbusse Gare routière               | Morestel — Centre-Ville ⥋ Bourgoin-Jallieu — Barbusse Gare routière               | Morestel — Centre-Ville ⥋ Bourgoin-Jallieu — Barbusse Gare routière               | Morestel — Centre-Ville ⥋ Bourgoin-Jallieu — Barbusse Gare routière               | Morestel — Centre-Ville ⥋ Bourgoin-Jallieu — Barbusse Gare routière               | Morestel — Centre-Ville ⥋ Bourgoin-Jallieu — Barbusse Gare routière               |
| T12   | Ouverture / Fermeture — / — | Longueur —                                                                        | Durée 40 min                                                                      | Nb. d’arrêts 44                                                                   | Matériel —                                                                        | Jours de fonctionnement L, Ma, Me, J, V                                           | Jour / Soir / Nuit / Fêtes O / N / N / N                                          | Voy. / an —                                                                       | Transporteur —                                                                    |
| T12   | Desserte : - Villes et lieux desservis : Morestel, Vézeronce-Curtin, Vasselin, Vignieu, Saint-Chef, Saint-Savin et Bourgoin-Jallieu - Stations et gares desservies : Aucune. |                                                                                   |                                                                                   |                                                                                   |                                                                                   |                                                                                   |                                                                                   |                                                                                   |                                                                                   |
| T12   | Autre : - Zones traversées : D et E. - Arrêts non accessibles aux UFR : N.C. - Amplitudes horaires : La ligne fonctionne du lundi au vendredi de 6 h 50 à 19 h 10 environ. - Date de dernière mise à jour : 8 août 2021. |                                                                                   |                                                                                   |                                                                                   |                                                                                   |                                                                                   |                                                                                   |                                                                                   |                                                                                   |
| T12   | Dernière actualisation : — |                                                                                   |                                                                                   |                                                                                   |                                                                                   |                                                                                   |                                                                                   |                                                                                   |                                                                                   |
| T13   | Saint-Baudille-de-la-Tour — Baix ⥋ Bourgoin-Jallieu — Barbusse Gare routière | Saint-Baudille-de-la-Tour — Baix ⥋ Bourgoin-Jallieu — Barbusse Gare routière      | Saint-Baudille-de-la-Tour — Baix ⥋ Bourgoin-Jallieu — Barbusse Gare routière      | Saint-Baudille-de-la-Tour — Baix ⥋ Bourgoin-Jallieu — Barbusse Gare routière      | Saint-Baudille-de-la-Tour — Baix ⥋ Bourgoin-Jallieu — Barbusse Gare routière      | Saint-Baudille-de-la-Tour — Baix ⥋ Bourgoin-Jallieu — Barbusse Gare routière      | Saint-Baudille-de-la-Tour — Baix ⥋ Bourgoin-Jallieu — Barbusse Gare routière      | Saint-Baudille-de-la-Tour — Baix ⥋ Bourgoin-Jallieu — Barbusse Gare routière      | Saint-Baudille-de-la-Tour — Baix ⥋ Bourgoin-Jallieu — Barbusse Gare routière      |
| T13   | Ouverture / Fermeture — / — | Longueur —                                                                        | Durée 60 min                                                                      | Nb. d’arrêts 57                                                                   | Matériel —                                                                        | Jours de fonctionnement L, Ma, Me, J, V                                           | Jour / Soir / Nuit / Fêtes O / N / N / N                                          | Voy. / an —                                                                       | Transporteur UTP Delta Cars Autocars Martin Ampère                                |
| T13   | Desserte : - Villes et lieux desservis : Saint-Baudille-de-la-Tour, Charette, Porcieu-Amblagnieu, Montalieu-Vercieu, Bouvesse-Quirieu, Creys-Mépieu, Arandon-Passins, Courtenay, Optevoz, Siccieu-Saint-Julien-et-Carisieu, Soleymieu, Trept, Sermérieu, Salagnon, Saint-Chef et Bourgoin-Jallieu - Stations et gares desservies : Aucune.                                         |                                                                                   |                                                                                   |                                                                                   |                                                                                   |                                                                                   |                                                                                   |                                                                                   |                                                                                   |
| T13   | Autre : - Zones traversées : D et E. - Arrêts non accessibles aux UFR : N.C. - Amplitudes horaires : La ligne fonctionne du lundi au vendredi à raison de cinq allers-retours par jour. - Date de dernière mise à jour : 8 août 2021. |                                                                                   |                                                                                   |                                                                                   |                                                                                   |                                                                                   |                                                                                   |                                                                                   |                                                                                   |
| T13   | Dernière actualisation : — |                                                                                   |                                                                                   |                                                                                   |                                                                                   |                                                                                   |                                                                                   |                                                                                   |                                                                                   |
| T14   | Pont-de-Chéruy — Lycées ⥋ L'Isle-d'Abeau — Gare SNCF | Pont-de-Chéruy — Lycées ⥋ L'Isle-d'Abeau — Gare SNCF                              | Pont-de-Chéruy — Lycées ⥋ L'Isle-d'Abeau — Gare SNCF                              | Pont-de-Chéruy — Lycées ⥋ L'Isle-d'Abeau — Gare SNCF                              | Pont-de-Chéruy — Lycées ⥋ L'Isle-d'Abeau — Gare SNCF                              | Pont-de-Chéruy — Lycées ⥋ L'Isle-d'Abeau — Gare SNCF                              | Pont-de-Chéruy — Lycées ⥋ L'Isle-d'Abeau — Gare SNCF                              | Pont-de-Chéruy — Lycées ⥋ L'Isle-d'Abeau — Gare SNCF                              | Pont-de-Chéruy — Lycées ⥋ L'Isle-d'Abeau — Gare SNCF                              |
| T14   | Ouverture / Fermeture — / — | Longueur —                                                                        | Durée 70 min                                                                      | Nb. d’arrêts 32                                                                   | Matériel —                                                                        | Jours de fonctionnement L, Ma, Me, J, V                                           | Jour / Soir / Nuit / Fêtes O / N / N / N                                          | Voy. / an —                                                                       | Transporteur Keolis Porte des Alpes                                               |
| T14   | Desserte : - Villes et lieux desservis : Pont-de-Chéruy, Tignieu-Jameyzieu, Saint-Romain-de-Jalionas, Crémieu, Saint-Hilaire-de-Brens, Vénérieu, Saint-Marcel-Bel-Accueil et L'Isle-d'Abeau - Stations et gares desservies : Gare de L'Isle-d'Abeau. |                                                                                   |                                                                                   |                                                                                   |                                                                                   |                                                                                   |                                                                                   |                                                                                   |                                                                                   |
| T14   | Autre : - Zones traversées : E. - Arrêts non accessibles aux UFR : N.C. - Amplitudes horaires : La ligne fonctionne du lundi au vendredi de 6 h 30 à 19 h 25 environ. - Date de dernière mise à jour : 8 août 2021. |                                                                                   |                                                                                   |                                                                                   |                                                                                   |                                                                                   |                                                                                   |                                                                                   |                                                                                   |
| T14   | Dernière actualisation : — |                                                                                   |                                                                                   |                                                                                   |                                                                                   |                                                                                   |                                                                                   |                                                                                   |                                                                                   |
| T15   | Pont-de-Chéruy — Lycées ⥋ Bourgoin-Jallieu — Gare SNCF | Pont-de-Chéruy — Lycées ⥋ Bourgoin-Jallieu — Gare SNCF                            | Pont-de-Chéruy — Lycées ⥋ Bourgoin-Jallieu — Gare SNCF                            | Pont-de-Chéruy — Lycées ⥋ Bourgoin-Jallieu — Gare SNCF                            | Pont-de-Chéruy — Lycées ⥋ Bourgoin-Jallieu — Gare SNCF                            | Pont-de-Chéruy — Lycées ⥋ Bourgoin-Jallieu — Gare SNCF                            | Pont-de-Chéruy — Lycées ⥋ Bourgoin-Jallieu — Gare SNCF                            | Pont-de-Chéruy — Lycées ⥋ Bourgoin-Jallieu — Gare SNCF                            | Pont-de-Chéruy — Lycées ⥋ Bourgoin-Jallieu — Gare SNCF                            |
| T15   | Ouverture / Fermeture — / — | Longueur —                                                                        | Durée 60 min                                                                      | Nb. d’arrêts 17                                                                   | Matériel —                                                                        | Jours de fonctionnement L, Ma, Me, J, V                                           | Jour / Soir / Nuit / Fêtes O / N / N / N                                          | Voy. / an —                                                                       | Transporteur Keolis Porte des Alpes                                               |
| T15   | Desserte : - Villes et lieux desservis : Pont-de-Chéruy, Tignieu-Jameyzieu, Chozeau, Panossas, Saint-Marcel-Bel-Accueil et Bourgoin-Jallieu - Stations et gares desservies : Gare de Bourgoin-Jallieu. |                                                                                   |                                                                                   |                                                                                   |                                                                                   |                                                                                   |                                                                                   |                                                                                   |                                                                                   |
| T15   | Autre : - Zones traversées : E. - Arrêts non accessibles aux UFR : N.C. - Amplitudes horaires : La ligne fonctionne du lundi au vendredi de 6 h 25 à 19 h 25 environ. - Particularités : En période scolaire, certains services desservent le lycée Delomrme de L'Isle-d'Abeau et le lycée privé St-Marc de Nivolas-Vermelle. - Date de dernière mise à jour : 8 août 2021.        |                                                                                   |                                                                                   |                                                                                   |                                                                                   |                                                                                   |                                                                                   |                                                                                   |                                                                                   |
| T15   | Dernière actualisation : — |                                                                                   |                                                                                   |                                                                                   |                                                                                   |                                                                                   |                                                                                   |                                                                                   |                                                                                   |
| T16   | Pont-de-Chéruy — Lycées ⥋ Villefontaine — Saint-Bonnet Centre Gare routière | Pont-de-Chéruy — Lycées ⥋ Villefontaine — Saint-Bonnet Centre Gare routière       | Pont-de-Chéruy — Lycées ⥋ Villefontaine — Saint-Bonnet Centre Gare routière       | Pont-de-Chéruy — Lycées ⥋ Villefontaine — Saint-Bonnet Centre Gare routière       | Pont-de-Chéruy — Lycées ⥋ Villefontaine — Saint-Bonnet Centre Gare routière       | Pont-de-Chéruy — Lycées ⥋ Villefontaine — Saint-Bonnet Centre Gare routière       | Pont-de-Chéruy — Lycées ⥋ Villefontaine — Saint-Bonnet Centre Gare routière       | Pont-de-Chéruy — Lycées ⥋ Villefontaine — Saint-Bonnet Centre Gare routière       | Pont-de-Chéruy — Lycées ⥋ Villefontaine — Saint-Bonnet Centre Gare routière       |
| T16   | Ouverture / Fermeture — / — | Longueur —                                                                        | Durée 50 min                                                                      | Nb. d’arrêts 23                                                                   | Matériel —                                                                        | Jours de fonctionnement L, Ma, Me, J, V                                           | Jour / Soir / Nuit / Fêtes O / N / N / N                                          | Voy. / an —                                                                       | Transporteur Keolis Porte des Alpes                                               |
| T16   | Desserte : - Villes et lieux desservis : Pont-de-Chéruy, Charvieu-Chavagneux, Tignieu-Jameyzieu, Chamagnieu, Satolas-et-Bonce, Saint-Quentin-Fallavier, La Verpillière et Villefontaine - Stations et gares desservies : Gare de La Verpillière. |                                                                                   |                                                                                   |                                                                                   |                                                                                   |                                                                                   |                                                                                   |                                                                                   |                                                                                   |
| T16   | Autre : - Zones traversées : E. - Arrêts non accessibles aux UFR : N.C. - Amplitudes horaires : La ligne fonctionne du lundi au vendredi de 7 h 5 à 18 h 50 environ. - Date de dernière mise à jour : 8 août 2021. |                                                                                   |                                                                                   |                                                                                   |                                                                                   |                                                                                   |                                                                                   |                                                                                   |                                                                                   |
| T16   | Dernière actualisation : — |                                                                                   |                                                                                   |                                                                                   |                                                                                   |                                                                                   |                                                                                   |                                                                                   |                                                                                   |
| T17   | Le Pont-de-Beauvoisin — Centre ⥋ Saint-Laurent-de-Mure — Zone industrielle | Le Pont-de-Beauvoisin — Centre ⥋ Saint-Laurent-de-Mure — Zone industrielle        | Le Pont-de-Beauvoisin — Centre ⥋ Saint-Laurent-de-Mure — Zone industrielle        | Le Pont-de-Beauvoisin — Centre ⥋ Saint-Laurent-de-Mure — Zone industrielle        | Le Pont-de-Beauvoisin — Centre ⥋ Saint-Laurent-de-Mure — Zone industrielle        | Le Pont-de-Beauvoisin — Centre ⥋ Saint-Laurent-de-Mure — Zone industrielle        | Le Pont-de-Beauvoisin — Centre ⥋ Saint-Laurent-de-Mure — Zone industrielle        | Le Pont-de-Beauvoisin — Centre ⥋ Saint-Laurent-de-Mure — Zone industrielle        | Le Pont-de-Beauvoisin — Centre ⥋ Saint-Laurent-de-Mure — Zone industrielle        |
| T17   | Ouverture / Fermeture — / — | Longueur —                                                                        | Durée 90 min                                                                      | Nb. d’arrêts 42                                                                   | Matériel —                                                                        | Jours de fonctionnement L, Ma, Me, J, V                                           | Jour / Soir / Nuit / Fêtes O / N / N / N                                          | Voy. / an —                                                                       | Transporteur Cars Faure                                                           |
| T17   | Desserte : - Villes et lieux desservis : Le Pont-de-Beauvoisin, Pressins, Romagnieu, Aoste, Chimilin, Les Abrets-en-Dauphiné, Saint-André-le-Gaz, Saint-Didier-de-la-Tour, La Tour-du-Pin, Cessieu, Ruy-Montceau, Bourgoin-Jallieu, Vaulx-Milieu, Villefontaine, La Verpillière, Saint-Quentin-Fallavier, Grenay et Saint-Laurent-de-Mure - Stations et gares desservies : Aucune. |                                                                                   |                                                                                   |                                                                                   |                                                                                   |                                                                                   |                                                                                   |                                                                                   |                                                                                   |
| T17   | Autre : - Zones traversées : C, D, E et RH. - Arrêts non accessibles aux UFR : N.C. - Amplitudes horaires : La ligne fonctionne du lundi au vendredi de 6 h 40 à 19 h 45 environ. - Date de dernière mise à jour : 8 août 2021. |                                                                                   |                                                                                   |                                                                                   |                                                                                   |                                                                                   |                                                                                   |                                                                                   |                                                                                   |
| T17   | Dernière actualisation : — |                                                                                   |                                                                                   |                                                                                   |                                                                                   |                                                                                   |                                                                                   |                                                                                   |                                                                                   |
| T18   | Dolomieu — Église ⥋ Bourgoin-Jallieu — Barbusse Gare routière | Dolomieu — Église ⥋ Bourgoin-Jallieu — Barbusse Gare routière                     | Dolomieu — Église ⥋ Bourgoin-Jallieu — Barbusse Gare routière                     | Dolomieu — Église ⥋ Bourgoin-Jallieu — Barbusse Gare routière                     | Dolomieu — Église ⥋ Bourgoin-Jallieu — Barbusse Gare routière                     | Dolomieu — Église ⥋ Bourgoin-Jallieu — Barbusse Gare routière                     | Dolomieu — Église ⥋ Bourgoin-Jallieu — Barbusse Gare routière                     | Dolomieu — Église ⥋ Bourgoin-Jallieu — Barbusse Gare routière                     | Dolomieu — Église ⥋ Bourgoin-Jallieu — Barbusse Gare routière                     |
| T18   | Ouverture / Fermeture — / — | Longueur —                                                                        | Durée 45 min                                                                      | Nb. d’arrêts 25                                                                   | Matériel —                                                                        | Jours de fonctionnement L, Ma, Me, J, V                                           | Jour / Soir / Nuit / Fêtes O / N / N / N                                          | Voy. / an —                                                                       | Transporteur UTP Delta Cars Autocars Martin Ampère                                |
| T18   | Desserte : - Villes et lieux desservis : Dolomieu, La Chapelle-de-la-Tour, La Tour-du-Pin, Rochetoirin, Montcarra, Saint-Savin et Bourgoin-Jallieu - Stations et gares desservies : Aucune. |                                                                                   |                                                                                   |                                                                                   |                                                                                   |                                                                                   |                                                                                   |                                                                                   |                                                                                   |
| T18   | Autre : - Zones traversées : D et E. - Arrêts non accessibles aux UFR : N.C. - Amplitudes horaires : La ligne fonctionne du lundi au vendredi à raison de deux allers-retours par jour. - Date de dernière mise à jour : 8 août 2021. |                                                                                   |                                                                                   |                                                                                   |                                                                                   |                                                                                   |                                                                                   |                                                                                   |                                                                                   |
| T18   | Dernière actualisation : — |                                                                                   |                                                                                   |                                                                                   |                                                                                   |                                                                                   |                                                                                   |                                                                                   |                                                                                   |

#### Lignes T20 à T29
| Ligne | Caractéristiques | Caractéristiques                                                 | Caractéristiques                                                 | Caractéristiques                                                 | Caractéristiques                                                 | Caractéristiques                                                 | Caractéristiques                                                 | Caractéristiques                                                 | Caractéristiques                                                 |
| T20   | Saint-Romain-de-Jalionas — Barens Routiers ⥋ Meyzieu — Z.I. Tram | Saint-Romain-de-Jalionas — Barens Routiers ⥋ Meyzieu — Z.I. Tram | Saint-Romain-de-Jalionas — Barens Routiers ⥋ Meyzieu — Z.I. Tram | Saint-Romain-de-Jalionas — Barens Routiers ⥋ Meyzieu — Z.I. Tram | Saint-Romain-de-Jalionas — Barens Routiers ⥋ Meyzieu — Z.I. Tram | Saint-Romain-de-Jalionas — Barens Routiers ⥋ Meyzieu — Z.I. Tram | Saint-Romain-de-Jalionas — Barens Routiers ⥋ Meyzieu — Z.I. Tram | Saint-Romain-de-Jalionas — Barens Routiers ⥋ Meyzieu — Z.I. Tram | Saint-Romain-de-Jalionas — Barens Routiers ⥋ Meyzieu — Z.I. Tram |
| ----- | --- | ---------------------------------------------------------------- | ---------------------------------------------------------------- | ---------------------------------------------------------------- | ---------------------------------------------------------------- | ---------------------------------------------------------------- | ---------------------------------------------------------------- | ---------------------------------------------------------------- | ---------------------------------------------------------------- |
| T20   | Ouverture / Fermeture — / — | Longueur —                                                       | Durée 31 min                                                     | Nb. d’arrêts 13                                                  | Matériel —                                                       | Jours de fonctionnement L, Ma, Me, J, V, S, D                    | Jour / Soir / Nuit / Fêtes O / N / N / O                         | Voy. / an —                                                      | Transporteur Keolis Porte des Alpes                              |
| T20   | Desserte : - Villes et lieux desservis : Saint-Romain-de-Jalionas, Chavanoz, Anthon, Villette-d'Anthon et Meyzieu. - Stations et gares desservies : Meyzieu Z.I. (T3 et Rhônexpress). |                                                                  |                                                                  |                                                                  |                                                                  |                                                                  |                                                                  |                                                                  |                                                                  |
| T20   | Autre : - Zones traversées : E et RH. - Arrêts non accessibles aux UFR : N.C. - Amplitudes horaires : La ligne fonctionne du lundi au vendredi de 5 h 55 à 20 h 25, le samedi à raison de quatre allers-retours par jour et les dimanches et fêtes à raison de trois allers-retours par jour. - Date de dernière mise à jour : 8 août 2021. |                                                                  |                                                                  |                                                                  |                                                                  |                                                                  |                                                                  |                                                                  |                                                                  |
| T20   | Dernière actualisation : — |                                                                  |                                                                  |                                                                  |                                                                  |                                                                  |                                                                  |                                                                  |                                                                  |
| T21   | Bouvesse-Quirieu — Les Fontanettes ⥋ Pont-de-Chéruy — Mairie | Bouvesse-Quirieu — Les Fontanettes ⥋ Pont-de-Chéruy — Mairie     | Bouvesse-Quirieu — Les Fontanettes ⥋ Pont-de-Chéruy — Mairie     | Bouvesse-Quirieu — Les Fontanettes ⥋ Pont-de-Chéruy — Mairie     | Bouvesse-Quirieu — Les Fontanettes ⥋ Pont-de-Chéruy — Mairie     | Bouvesse-Quirieu — Les Fontanettes ⥋ Pont-de-Chéruy — Mairie     | Bouvesse-Quirieu — Les Fontanettes ⥋ Pont-de-Chéruy — Mairie     | Bouvesse-Quirieu — Les Fontanettes ⥋ Pont-de-Chéruy — Mairie     | Bouvesse-Quirieu — Les Fontanettes ⥋ Pont-de-Chéruy — Mairie     |
| T21   | Ouverture / Fermeture — / — | Longueur —                                                       | Durée 40 min                                                     | Nb. d’arrêts 27                                                  | Matériel —                                                       | Jours de fonctionnement L, Ma, Me, J, V                          | Jour / Soir / Nuit / Fêtes O / N / N / N                         | Voy. / an —                                                      | Transporteur VFD                                                 |
| T21   | Desserte : - Villes et lieux desservis : Bouvesse-Quirieu, Montalieu-Vercieu, Porcieu-Amblagnieu, Vertrieu, La Balme-les-Grottes, Hières-sur-Amby, Vernas, Saint-Romain-de-Jalionas, Chavanoz et Pont-de-Chéruy - Stations et gares desservies : Aucune. |                                                                  |                                                                  |                                                                  |                                                                  |                                                                  |                                                                  |                                                                  |                                                                  |
| T21   | Autre : - Zones traversées : D et E. - Arrêts non accessibles aux UFR : N.C. - Amplitudes horaires : La ligne fonctionne du lundi au vendredi, en période scolaire, à raison de deux à trois allers-retours par jour. Elle est le pendant régulier sur la ligne T25. - Date de dernière mise à jour : 30 décembre 2022. |                                                                  |                                                                  |                                                                  |                                                                  |                                                                  |                                                                  |                                                                  |                                                                  |
| T21   | Dernière actualisation : — |                                                                  |                                                                  |                                                                  |                                                                  |                                                                  |                                                                  |                                                                  |                                                                  |
| T22   | Aoste — La Chapelière ⥋ Crémieu — Vie Borgne | Aoste — La Chapelière ⥋ Crémieu — Vie Borgne                     | Aoste — La Chapelière ⥋ Crémieu — Vie Borgne                     | Aoste — La Chapelière ⥋ Crémieu — Vie Borgne                     | Aoste — La Chapelière ⥋ Crémieu — Vie Borgne                     | Aoste — La Chapelière ⥋ Crémieu — Vie Borgne                     | Aoste — La Chapelière ⥋ Crémieu — Vie Borgne                     | Aoste — La Chapelière ⥋ Crémieu — Vie Borgne                     | Aoste — La Chapelière ⥋ Crémieu — Vie Borgne                     |
| T22   | Ouverture / Fermeture — / — | Longueur —                                                       | Durée 95 min                                                     | Nb. d’arrêts 41                                                  | Matériel —                                                       | Jours de fonctionnement L, Ma, Me, J, V, S, D                    | Jour / Soir / Nuit / Fêtes O / N / N / O                         | Voy. / an —                                                      | Transporteur VFD                                                 |
| T22   | Desserte : - Villes et lieux desservis : Aoste, Les Avenières Veyrins-Thuellin, Vézeronce-Curtin, Morestel, Arandon-Passins, Soleymieu, Trept, Saint-Hilaire-de-Brens, Dizimieu et Crémieu - Stations et gares desservies : Aucune. |                                                                  |                                                                  |                                                                  |                                                                  |                                                                  |                                                                  |                                                                  |                                                                  |
| T22   | Autre : - Zones traversées : C à E. - Arrêts non accessibles aux UFR : N.C. - Amplitudes horaires : La ligne fonctionne du lundi au vendredi de 5 h 55 à 19 h 35 et les samedis, dimanches et fêtes à raison de deux allers-retours par jour. - Particularités : En période scolaire, la ligne dessert à certains services le lycée Paul Claudel de Villemoirieu. - Date de dernière mise à jour : 8 août 2021. |                                                                  |                                                                  |                                                                  |                                                                  |                                                                  |                                                                  |                                                                  |                                                                  |
| T22   | Dernière actualisation : — |                                                                  |                                                                  |                                                                  |                                                                  |                                                                  |                                                                  |                                                                  |                                                                  |
| T23   | Porcieu-Amblagnieu — Marieu ⥋ Morestel — Lycée Camille Corot | Porcieu-Amblagnieu — Marieu ⥋ Morestel — Lycée Camille Corot     | Porcieu-Amblagnieu — Marieu ⥋ Morestel — Lycée Camille Corot     | Porcieu-Amblagnieu — Marieu ⥋ Morestel — Lycée Camille Corot     | Porcieu-Amblagnieu — Marieu ⥋ Morestel — Lycée Camille Corot     | Porcieu-Amblagnieu — Marieu ⥋ Morestel — Lycée Camille Corot     | Porcieu-Amblagnieu — Marieu ⥋ Morestel — Lycée Camille Corot     | Porcieu-Amblagnieu — Marieu ⥋ Morestel — Lycée Camille Corot     | Porcieu-Amblagnieu — Marieu ⥋ Morestel — Lycée Camille Corot     |
| T23   | Ouverture / Fermeture — / — | Longueur —                                                       | Durée 60 min                                                     | Nb. d’arrêts 31                                                  | Matériel —                                                       | Jours de fonctionnement L, Ma, Me, J, V                          | Jour / Soir / Nuit / Fêtes O / N / N / N                         | Voy. / an —                                                      | Transporteur —                                                   |
| T23   | Desserte : - Villes et lieux desservis : Porcieu-Amblagnieu, Parmilieu, Charette, Montalieu-Vercieu, Bouvesse-Quirieu, Courtenay, Arandon-Passins et Morestel - Stations et gares desservies : Aucune. |                                                                  |                                                                  |                                                                  |                                                                  |                                                                  |                                                                  |                                                                  |                                                                  |
| T23   | Autre : - Zones traversées : D. - Arrêts non accessibles aux UFR : N.C. - Amplitudes horaires : La ligne fonctionne du lundi au vendredi de 7 h 10 à 19 h 5 environ. - Date de dernière mise à jour : 8 août 2021. |                                                                  |                                                                  |                                                                  |                                                                  |                                                                  |                                                                  |                                                                  |                                                                  |
| T23   | Dernière actualisation : — |                                                                  |                                                                  |                                                                  |                                                                  |                                                                  |                                                                  |                                                                  |                                                                  |
| T24   | Aoste — La Chapelière ⥋ Morestel — Lycée Camille Corot | Aoste — La Chapelière ⥋ Morestel — Lycée Camille Corot           | Aoste — La Chapelière ⥋ Morestel — Lycée Camille Corot           | Aoste — La Chapelière ⥋ Morestel — Lycée Camille Corot           | Aoste — La Chapelière ⥋ Morestel — Lycée Camille Corot           | Aoste — La Chapelière ⥋ Morestel — Lycée Camille Corot           | Aoste — La Chapelière ⥋ Morestel — Lycée Camille Corot           | Aoste — La Chapelière ⥋ Morestel — Lycée Camille Corot           | Aoste — La Chapelière ⥋ Morestel — Lycée Camille Corot           |
| T24   | Ouverture / Fermeture — / — | Longueur —                                                       | Durée 60 min                                                     | Nb. d’arrêts 25                                                  | Matériel —                                                       | Jours de fonctionnement L, Ma, Me, J, V, S, D                    | Jour / Soir / Nuit / Fêtes O / N / N / O                         | Voy. / an —                                                      | Transporteur —                                                   |
| T24   | Desserte : - Villes et lieux desservis : Aoste, Les Avenières Veyrins-Thuellin, Vézeronce-Curtin et Morestel - Stations et gares desservies : Aucune. |                                                                  |                                                                  |                                                                  |                                                                  |                                                                  |                                                                  |                                                                  |                                                                  |
| T24   | Autre : - Zones traversées : C et D. - Arrêts non accessibles aux UFR : N.C. - Amplitudes horaires : La ligne fonctionne du lundi au vendredi en période scolaire à raison de trois allers-retours par jour et durant les vacances scolaires ainsi que les samedis, dimanches et fêtes à raison de deux allers-retours par jour. - Particularités : En période scolaire, la ligne est assurée de façon régulière et assurée en transport à la demande durant les vacances et le weekend. - Date de dernière mise à jour : 30 décembre 2022. |                                                                  |                                                                  |                                                                  |                                                                  |                                                                  |                                                                  |                                                                  |                                                                  |
| T24   | Dernière actualisation : — |                                                                  |                                                                  |                                                                  |                                                                  |                                                                  |                                                                  |                                                                  |                                                                  |
| T25   | Bouvesse-Quirieu — Les Fontanettes ⥋ Pont-de-Chéruy — Mairie | Bouvesse-Quirieu — Les Fontanettes ⥋ Pont-de-Chéruy — Mairie     | Bouvesse-Quirieu — Les Fontanettes ⥋ Pont-de-Chéruy — Mairie     | Bouvesse-Quirieu — Les Fontanettes ⥋ Pont-de-Chéruy — Mairie     | Bouvesse-Quirieu — Les Fontanettes ⥋ Pont-de-Chéruy — Mairie     | Bouvesse-Quirieu — Les Fontanettes ⥋ Pont-de-Chéruy — Mairie     | Bouvesse-Quirieu — Les Fontanettes ⥋ Pont-de-Chéruy — Mairie     | Bouvesse-Quirieu — Les Fontanettes ⥋ Pont-de-Chéruy — Mairie     | Bouvesse-Quirieu — Les Fontanettes ⥋ Pont-de-Chéruy — Mairie     |
| T25   | Ouverture / Fermeture — / 1er septembre 2024 | Longueur —                                                       | Durée 40 min                                                     | Nb. d’arrêts 27                                                  | Matériel —                                                       | Jours de fonctionnement L, Ma, Me, J, V                          | Jour / Soir / Nuit / Fêtes O / N / N / N                         | Voy. / an —                                                      | Transporteur VFD                                                 |
| T25   | Desserte : - Villes et lieux desservis : Bouvesse-Quirieu, Montalieu-Vercieu, Porcieu-Amblagnieu, Vertrieu, La Balme-les-Grottes, Hières-sur-Amby, Vernas, Saint-Romain-de-Jalionas, Chavanoz et Pont-de-Chéruy - Stations et gares desservies : Aucune. |                                                                  |                                                                  |                                                                  |                                                                  |                                                                  |                                                                  |                                                                  |                                                                  |
| T25   | Autre : - Zones traversées : D et E. - Arrêts non accessibles aux UFR : N.C. - Amplitudes horaires : La ligne fonctionne du lundi au vendredi durant les vacances scolaires et en été, sur réservation, à raison d'un aller-retour par jour. - Date de dernière mise à jour : 22 juin 2024. |                                                                  |                                                                  |                                                                  |                                                                  |                                                                  |                                                                  |                                                                  |                                                                  |
| T25   | Dernière actualisation : — |                                                                  |                                                                  |                                                                  |                                                                  |                                                                  |                                                                  |                                                                  |                                                                  |

#### Lignes T30 à T39
| Ligne | Caractéristiques | Caractéristiques                                                                       | Caractéristiques                                                                       | Caractéristiques                                                                       | Caractéristiques                                                                       | Caractéristiques                                                                       | Caractéristiques                                                                       | Caractéristiques                                                                       | Caractéristiques                                                                       |
| T30   | Le Grand-Lemps — Gare SNCF ⥋ Bourgoin-Jallieu — Barbusse Gare routière | Le Grand-Lemps — Gare SNCF ⥋ Bourgoin-Jallieu — Barbusse Gare routière                 | Le Grand-Lemps — Gare SNCF ⥋ Bourgoin-Jallieu — Barbusse Gare routière                 | Le Grand-Lemps — Gare SNCF ⥋ Bourgoin-Jallieu — Barbusse Gare routière                 | Le Grand-Lemps — Gare SNCF ⥋ Bourgoin-Jallieu — Barbusse Gare routière                 | Le Grand-Lemps — Gare SNCF ⥋ Bourgoin-Jallieu — Barbusse Gare routière                 | Le Grand-Lemps — Gare SNCF ⥋ Bourgoin-Jallieu — Barbusse Gare routière                 | Le Grand-Lemps — Gare SNCF ⥋ Bourgoin-Jallieu — Barbusse Gare routière                 | Le Grand-Lemps — Gare SNCF ⥋ Bourgoin-Jallieu — Barbusse Gare routière                 |
| ----- | --- | -------------------------------------------------------------------------------------- | -------------------------------------------------------------------------------------- | -------------------------------------------------------------------------------------- | -------------------------------------------------------------------------------------- | -------------------------------------------------------------------------------------- | -------------------------------------------------------------------------------------- | -------------------------------------------------------------------------------------- | -------------------------------------------------------------------------------------- |
| T30   | Ouverture / Fermeture — / — | Longueur —                                                                             | Durée 60 min                                                                           | Nb. d’arrêts 27                                                                        | Matériel —                                                                             | Jours de fonctionnement L, Ma, Me, J, V                                                | Jour / Soir / Nuit / Fêtes O / N / N / N                                               | Voy. / an —                                                                            | Transporteur UTP Delta Cars Autocars Martin Ampère                                     |
| T30   | Desserte : - Villes et lieux desservis : Le Grand-Lemps, Burcin, Châbons, Montrevel, Biol, Châteauvillain, Succieu, Les Éparres, Nivolas-Vermelle et Bourgoin-Jallieu - Stations et gares desservies : Gare du Grand-Lemps, Gare de Châbons et Gare de Bourgoin-Jallieu |                                                                                        |                                                                                        |                                                                                        |                                                                                        |                                                                                        |                                                                                        |                                                                                        |                                                                                        |
| T30   | Autre : - Zones traversées : C à E. - Arrêts non accessibles aux UFR : N.C. - Amplitudes horaires : La ligne fonctionne du lundi au vendredi à raison de trois allers-retours par jour. - Date de dernière mise à jour : 8 août 2021. |                                                                                        |                                                                                        |                                                                                        |                                                                                        |                                                                                        |                                                                                        |                                                                                        |                                                                                        |
| T30   | Dernière actualisation : — |                                                                                        |                                                                                        |                                                                                        |                                                                                        |                                                                                        |                                                                                        |                                                                                        |                                                                                        |
| T31   | La Côte-Saint-André — Place Hector Berlioz ⥋ Bourgoin-Jallieu — Barbusse Gare routière | La Côte-Saint-André — Place Hector Berlioz ⥋ Bourgoin-Jallieu — Barbusse Gare routière | La Côte-Saint-André — Place Hector Berlioz ⥋ Bourgoin-Jallieu — Barbusse Gare routière | La Côte-Saint-André — Place Hector Berlioz ⥋ Bourgoin-Jallieu — Barbusse Gare routière | La Côte-Saint-André — Place Hector Berlioz ⥋ Bourgoin-Jallieu — Barbusse Gare routière | La Côte-Saint-André — Place Hector Berlioz ⥋ Bourgoin-Jallieu — Barbusse Gare routière | La Côte-Saint-André — Place Hector Berlioz ⥋ Bourgoin-Jallieu — Barbusse Gare routière | La Côte-Saint-André — Place Hector Berlioz ⥋ Bourgoin-Jallieu — Barbusse Gare routière | La Côte-Saint-André — Place Hector Berlioz ⥋ Bourgoin-Jallieu — Barbusse Gare routière |
| T31   | Ouverture / Fermeture — / — | Longueur —                                                                             | Durée 40 min                                                                           | Nb. d’arrêts 28                                                                        | Matériel —                                                                             | Jours de fonctionnement L, Ma, Me, J, V                                                | Jour / Soir / Nuit / Fêtes O / N / N / N                                               | Voy. / an —                                                                            | Transporteur UTP Delta Cars Autocars Martin Ampère                                     |
| T31   | Desserte : - Villes et lieux desservis : La Côte-Saint-André, Porte-des-Bonnevaux, Champier, Eclose-Badinières, Les Éparres, Nivolas-Vermelle et Bourgoin-Jallieu - Stations et gares desservies : Gare de Bourgoin-Jallieu |                                                                                        |                                                                                        |                                                                                        |                                                                                        |                                                                                        |                                                                                        |                                                                                        |                                                                                        |
| T31   | Autre : - Zones traversées : D et E. - Arrêts non accessibles aux UFR : N.C. - Amplitudes horaires : La ligne fonctionne du lundi au vendredi de 6 h 40 à 19 h 5 environ. - Particularités : En période scolaire, certains services desservent le lycée de La Côte-Saint-André. - Date de dernière mise à jour : 8 août 2021.                                                                                           |                                                                                        |                                                                                        |                                                                                        |                                                                                        |                                                                                        |                                                                                        |                                                                                        |                                                                                        |
| T31   | Dernière actualisation : — |                                                                                        |                                                                                        |                                                                                        |                                                                                        |                                                                                        |                                                                                        |                                                                                        |                                                                                        |
| T32   | Valencin — Mairie ⥋ Bourgoin-Jallieu — Barbusse Gare routière | Valencin — Mairie ⥋ Bourgoin-Jallieu — Barbusse Gare routière                          | Valencin — Mairie ⥋ Bourgoin-Jallieu — Barbusse Gare routière                          | Valencin — Mairie ⥋ Bourgoin-Jallieu — Barbusse Gare routière                          | Valencin — Mairie ⥋ Bourgoin-Jallieu — Barbusse Gare routière                          | Valencin — Mairie ⥋ Bourgoin-Jallieu — Barbusse Gare routière                          | Valencin — Mairie ⥋ Bourgoin-Jallieu — Barbusse Gare routière                          | Valencin — Mairie ⥋ Bourgoin-Jallieu — Barbusse Gare routière                          | Valencin — Mairie ⥋ Bourgoin-Jallieu — Barbusse Gare routière                          |
| T32   | Ouverture / Fermeture — / — | Longueur —                                                                             | Durée 45 min                                                                           | Nb. d’arrêts 24                                                                        | Matériel —                                                                             | Jours de fonctionnement L, Ma, Me, J, V                                                | Jour / Soir / Nuit / Fêtes O / N / N / N                                               | Voy. / an —                                                                            | Transporteur UTP Delta Cars Autocars Martin Ampère                                     |
| T32   | Desserte : - Villes et lieux desservis : Valencin, Heyrieux, Bonnefamille, Diémoz, Roche, Four, Saint-Alban-de-Roche et Bourgoin-Jallieu - Stations et gares desservies : Gare de Bourgoin-Jallieu |                                                                                        |                                                                                        |                                                                                        |                                                                                        |                                                                                        |                                                                                        |                                                                                        |                                                                                        |
| T32   | Autre : - Zones traversées : E. - Arrêts non accessibles aux UFR : N.C. - Amplitudes horaires : La ligne fonctionne du lundi au vendredi à raison de trois allers-retours par jour. - Date de dernière mise à jour : 8 août 2021. |                                                                                        |                                                                                        |                                                                                        |                                                                                        |                                                                                        |                                                                                        |                                                                                        |                                                                                        |
| T32   | Dernière actualisation : — |                                                                                        |                                                                                        |                                                                                        |                                                                                        |                                                                                        |                                                                                        |                                                                                        |                                                                                        |
| T33   | Valencin — Mairie ⥋ Bourgoin-Jallieu — Barbusse Gare routière | Valencin — Mairie ⥋ Bourgoin-Jallieu — Barbusse Gare routière                          | Valencin — Mairie ⥋ Bourgoin-Jallieu — Barbusse Gare routière                          | Valencin — Mairie ⥋ Bourgoin-Jallieu — Barbusse Gare routière                          | Valencin — Mairie ⥋ Bourgoin-Jallieu — Barbusse Gare routière                          | Valencin — Mairie ⥋ Bourgoin-Jallieu — Barbusse Gare routière                          | Valencin — Mairie ⥋ Bourgoin-Jallieu — Barbusse Gare routière                          | Valencin — Mairie ⥋ Bourgoin-Jallieu — Barbusse Gare routière                          | Valencin — Mairie ⥋ Bourgoin-Jallieu — Barbusse Gare routière                          |
| T33   | Ouverture / Fermeture — / — | Longueur —                                                                             | Durée 60 min                                                                           | Nb. d’arrêts 46                                                                        | Matériel —                                                                             | Jours de fonctionnement L, Ma, Me, J, V                                                | Jour / Soir / Nuit / Fêtes O / N / N / N                                               | Voy. / an —                                                                            | Transporteur UTP Delta Cars Autocars Martin Ampère                                     |
| T33   | Desserte : - Villes et lieux desservis : Valencin, Saint-Just-Chaleyssin, Saint-Georges-d'Espéranche, Beauvoir-de-Marc, Charantonnay, Artas, Four, Crachier, Chèzeneuve, Maubec et Bourgoin-Jallieu - Stations et gares desservies : Gare de Bourgoin-Jallieu |                                                                                        |                                                                                        |                                                                                        |                                                                                        |                                                                                        |                                                                                        |                                                                                        |                                                                                        |
| T33   | Autre : - Zones traversées : D et E. - Arrêts non accessibles aux UFR : N.C. - Amplitudes horaires : La ligne fonctionne du lundi au vendredi à raison de quatre à six allers-retours par jour. - Date de dernière mise à jour : 8 août 2021. |                                                                                        |                                                                                        |                                                                                        |                                                                                        |                                                                                        |                                                                                        |                                                                                        |                                                                                        |
| T33   | Dernière actualisation : — |                                                                                        |                                                                                        |                                                                                        |                                                                                        |                                                                                        |                                                                                        |                                                                                        |                                                                                        |
| T34   | Saint-Jean-de-Bournay — Route Vil. de Marc ⥋ Bourgoin-Jallieu — Barbusse Gare routière | Saint-Jean-de-Bournay — Route Vil. de Marc ⥋ Bourgoin-Jallieu — Barbusse Gare routière | Saint-Jean-de-Bournay — Route Vil. de Marc ⥋ Bourgoin-Jallieu — Barbusse Gare routière | Saint-Jean-de-Bournay — Route Vil. de Marc ⥋ Bourgoin-Jallieu — Barbusse Gare routière | Saint-Jean-de-Bournay — Route Vil. de Marc ⥋ Bourgoin-Jallieu — Barbusse Gare routière | Saint-Jean-de-Bournay — Route Vil. de Marc ⥋ Bourgoin-Jallieu — Barbusse Gare routière | Saint-Jean-de-Bournay — Route Vil. de Marc ⥋ Bourgoin-Jallieu — Barbusse Gare routière | Saint-Jean-de-Bournay — Route Vil. de Marc ⥋ Bourgoin-Jallieu — Barbusse Gare routière | Saint-Jean-de-Bournay — Route Vil. de Marc ⥋ Bourgoin-Jallieu — Barbusse Gare routière |
| T34   | Ouverture / Fermeture — / — | Longueur —                                                                             | Durée 40 min                                                                           | Nb. d’arrêts 26                                                                        | Matériel —                                                                             | Jours de fonctionnement L, Ma, Me, J, V                                                | Jour / Soir / Nuit / Fêtes O / N / N / N                                               | Voy. / an —                                                                            | Transporteur UTP Delta Cars Autocars Martin Ampère                                     |
| T34   | Desserte : - Villes et lieux desservis : Saint-Jean-de-Bournay, Meyrieu-les-Étangs, Saint-Agnin-sur-Bion, Meyrié, Maubec et Bourgoin-Jallieu - Stations et gares desservies : Gare de Bourgoin-Jallieu |                                                                                        |                                                                                        |                                                                                        |                                                                                        |                                                                                        |                                                                                        |                                                                                        |                                                                                        |
| T34   | Autre : - Zones traversées : D et E. - Arrêts non accessibles aux UFR : N.C. - Amplitudes horaires : La ligne fonctionne du lundi au vendredi de 6 h 55 à 18 h 50 environ. - Date de dernière mise à jour : 8 août 2021. |                                                                                        |                                                                                        |                                                                                        |                                                                                        |                                                                                        |                                                                                        |                                                                                        |                                                                                        |
| T34   | Dernière actualisation : — |                                                                                        |                                                                                        |                                                                                        |                                                                                        |                                                                                        |                                                                                        |                                                                                        |                                                                                        |
| T35   | Vienne — Gare routière ⥋ La Côte-Saint-André — Place Hector Berlioz | Vienne — Gare routière ⥋ La Côte-Saint-André — Place Hector Berlioz                    | Vienne — Gare routière ⥋ La Côte-Saint-André — Place Hector Berlioz                    | Vienne — Gare routière ⥋ La Côte-Saint-André — Place Hector Berlioz                    | Vienne — Gare routière ⥋ La Côte-Saint-André — Place Hector Berlioz                    | Vienne — Gare routière ⥋ La Côte-Saint-André — Place Hector Berlioz                    | Vienne — Gare routière ⥋ La Côte-Saint-André — Place Hector Berlioz                    | Vienne — Gare routière ⥋ La Côte-Saint-André — Place Hector Berlioz                    | Vienne — Gare routière ⥋ La Côte-Saint-André — Place Hector Berlioz                    |
| T35   | Ouverture / Fermeture — / — | Longueur —                                                                             | Durée 80 min                                                                           | Nb. d’arrêts 53                                                                        | Matériel —                                                                             | Jours de fonctionnement L, Ma, Me, J, V                                                | Jour / Soir / Nuit / Fêtes O / N / N / N                                               | Voy. / an —                                                                            | Transporteur VFD                                                                       |
| T35   | Desserte : - Villes et lieux desservis : Vienne, Pont-Évêque, Estrablin, Moidieu-Détourbe, Savas-Mépin, Beauvoir-de-Marc, Royas, Saint-Jean-de-Bournay, Lieudieu, Porte-des-Bonnevaux, Ornacieux-Balbins et La Côte-Saint-André - Stations et gares desservies : Gare de Vienne |                                                                                        |                                                                                        |                                                                                        |                                                                                        |                                                                                        |                                                                                        |                                                                                        |                                                                                        |
| T35   | Autre : - Zones traversées : D et E. - Arrêts non accessibles aux UFR : N.C. - Amplitudes horaires : La ligne fonctionne du lundi au vendredi de 6 h 35 à 19 h 15 environ. - Particularités : En période scolaire, certains services desservent les collèges et lycées de Saint-Romain-en-Gal et La Côte-Saint-André. - Date de dernière mise à jour : 8 août 2021.                                                     |                                                                                        |                                                                                        |                                                                                        |                                                                                        |                                                                                        |                                                                                        |                                                                                        |                                                                                        |
| T35   | Dernière actualisation : — |                                                                                        |                                                                                        |                                                                                        |                                                                                        |                                                                                        |                                                                                        |                                                                                        |                                                                                        |
| T36   | Saint-Jean-de-Bournay — Le Cinéma ⥋ Vénissieux — Parilly | Saint-Jean-de-Bournay — Le Cinéma ⥋ Vénissieux — Parilly                               | Saint-Jean-de-Bournay — Le Cinéma ⥋ Vénissieux — Parilly                               | Saint-Jean-de-Bournay — Le Cinéma ⥋ Vénissieux — Parilly                               | Saint-Jean-de-Bournay — Le Cinéma ⥋ Vénissieux — Parilly                               | Saint-Jean-de-Bournay — Le Cinéma ⥋ Vénissieux — Parilly                               | Saint-Jean-de-Bournay — Le Cinéma ⥋ Vénissieux — Parilly                               | Saint-Jean-de-Bournay — Le Cinéma ⥋ Vénissieux — Parilly                               | Saint-Jean-de-Bournay — Le Cinéma ⥋ Vénissieux — Parilly                               |
| T36   | Ouverture / Fermeture — / — | Longueur —                                                                             | Durée 79 min                                                                           | Nb. d’arrêts 43                                                                        | Matériel —                                                                             | Jours de fonctionnement L, Ma, Me, J, V, S, D                                          | Jour / Soir / Nuit / Fêtes O / N / N / O                                               | Voy. / an —                                                                            | Transporteur VFD                                                                       |
| T36   | Desserte : - Villes et lieux desservis : Saint-Jean-de-Bournay, Royas, Beauvoir-de-Marc, Charantonnay, Saint-Georges-d'Espéranche, Diémoz, Bonnefamille, Heyrieux, Saint-Pierre-de-Chandieu, Toussieu, Mions, Saint-Priest et Vénissieux. - Station desservie : Parilly. |                                                                                        |                                                                                        |                                                                                        |                                                                                        |                                                                                        |                                                                                        |                                                                                        |                                                                                        |
| T36   | Autre : - Zones traversées : D, E et RH. - Arrêts non accessibles aux UFR : N.C. - Amplitudes horaires : La ligne fonctionne du lundi au vendredi de 5 h 50 à 20 h 10 environ et les samedis, dimanches et fêtes à raison de cinq allers-retours par jour. - Particularités : En période scolaire, certains services desservent le collège de Saint-Jean-de-Bournay. - Date de dernière mise à jour : 4 septembre 2023. |                                                                                        |                                                                                        |                                                                                        |                                                                                        |                                                                                        |                                                                                        |                                                                                        |                                                                                        |
| T36   | Dernière actualisation : — |                                                                                        |                                                                                        |                                                                                        |                                                                                        |                                                                                        |                                                                                        |                                                                                        |                                                                                        |
| T37   | Vienne — Gare routière ⥋ Bourgoin-Jallieu — Gare SNCF | Vienne — Gare routière ⥋ Bourgoin-Jallieu — Gare SNCF                                  | Vienne — Gare routière ⥋ Bourgoin-Jallieu — Gare SNCF                                  | Vienne — Gare routière ⥋ Bourgoin-Jallieu — Gare SNCF                                  | Vienne — Gare routière ⥋ Bourgoin-Jallieu — Gare SNCF                                  | Vienne — Gare routière ⥋ Bourgoin-Jallieu — Gare SNCF                                  | Vienne — Gare routière ⥋ Bourgoin-Jallieu — Gare SNCF                                  | Vienne — Gare routière ⥋ Bourgoin-Jallieu — Gare SNCF                                  | Vienne — Gare routière ⥋ Bourgoin-Jallieu — Gare SNCF                                  |
| T37   | Ouverture / Fermeture — / — | Longueur —                                                                             | Durée 75 min                                                                           | Nb. d’arrêts 27                                                                        | Matériel —                                                                             | Jours de fonctionnement L, Ma, Me, J, V                                                | Jour / Soir / Nuit / Fêtes O / N / N / N                                               | Voy. / an —                                                                            | Transporteur VFD                                                                       |
| T37   | Desserte : - Villes et lieux desservis : Vienne, Pont-Évêque, Septème, Oytier-Saint-Oblas, Diémoz, Bonnefamille, Villefontaine, L'Isle-d'Abeau et Bourgoin-Jallieu - Stations et gares desservies : Gare de Vienne et Gare de Bourgoin-Jallieu |                                                                                        |                                                                                        |                                                                                        |                                                                                        |                                                                                        |                                                                                        |                                                                                        |                                                                                        |
| T37   | Autre : - Zones traversées : E. - Arrêts non accessibles aux UFR : N.C. - Amplitudes horaires : La ligne fonctionne du lundi au vendredi de 6 h 15 à 19 h 40 environ. - Date de dernière mise à jour : 8 août 2021. |                                                                                        |                                                                                        |                                                                                        |                                                                                        |                                                                                        |                                                                                        |                                                                                        |                                                                                        |
| T37   | Dernière actualisation : — |                                                                                        |                                                                                        |                                                                                        |                                                                                        |                                                                                        |                                                                                        |                                                                                        |                                                                                        |

#### Lignes T40 à T49
| Ligne | Caractéristiques | Caractéristiques                                                            | Caractéristiques                                                            | Caractéristiques                                                            | Caractéristiques                                                            | Caractéristiques                                                            | Caractéristiques                                                            | Caractéristiques                                                            | Caractéristiques                                                            |
| T40   | Saint-Pierre-de-Chartreuse — Plan de Ville ⥋ Grenoble — Gare routière | Saint-Pierre-de-Chartreuse — Plan de Ville ⥋ Grenoble — Gare routière       | Saint-Pierre-de-Chartreuse — Plan de Ville ⥋ Grenoble — Gare routière       | Saint-Pierre-de-Chartreuse — Plan de Ville ⥋ Grenoble — Gare routière       | Saint-Pierre-de-Chartreuse — Plan de Ville ⥋ Grenoble — Gare routière       | Saint-Pierre-de-Chartreuse — Plan de Ville ⥋ Grenoble — Gare routière       | Saint-Pierre-de-Chartreuse — Plan de Ville ⥋ Grenoble — Gare routière       | Saint-Pierre-de-Chartreuse — Plan de Ville ⥋ Grenoble — Gare routière       | Saint-Pierre-de-Chartreuse — Plan de Ville ⥋ Grenoble — Gare routière       |
| ----- | --- | --------------------------------------------------------------------------- | --------------------------------------------------------------------------- | --------------------------------------------------------------------------- | --------------------------------------------------------------------------- | --------------------------------------------------------------------------- | --------------------------------------------------------------------------- | --------------------------------------------------------------------------- | --------------------------------------------------------------------------- |
| T40   | Ouverture / Fermeture — / — | Longueur —                                                                  | Durée 70 min                                                                | Nb. d’arrêts 34                                                             | Matériel Iveco Bus Crossway Natural Power / Mercedes-Benz Intouro           | Jours de fonctionnement L, Ma, Me, J, V, S, D                               | Jour / Soir / Nuit / Fêtes O / N / N / O                                    | Voy. / an —                                                                 | Transporteur UTP Delta Cars Autocars Martin Ampère                          |
| T40   | Desserte : - Villes et lieux desservis : Saint-Pierre-de-Chartreuse, Saint-Laurent-du-Pont, Saint-Joseph-de-Rivière, La Sure-en-Chartreuse, Voreppe, Fontanil-Cornillon, Saint-Égrève et Grenoble - Stations et gares desservies : Gare de Voreppe, Palluel (E), Oxford (B), Marie-Louise Paris - CEA (B) et Gare de Grenoble. |                                                                             |                                                                             |                                                                             |                                                                             |                                                                             |                                                                             |                                                                             |                                                                             |
| T40   | Autre : - Zones traversées : A à C. - Arrêts non accessibles aux UFR : N.C. - Amplitudes horaires : La ligne fonctionne du lundi au vendredi de 6 h 20 à 19 h 55, le samedi à raison de cinq allers-retours par jour et les dimanches et fêtes à raison de trois allers-retours par jour. - Particularités : En période scolaire, des doublages sont assurés entre St-Pierre et le collège St-Bruno à Entre-Deux-Guiers. - Date de dernière mise à jour : 8 août 2021. |                                                                             |                                                                             |                                                                             |                                                                             |                                                                             |                                                                             |                                                                             |                                                                             |
| T40   | Dernière actualisation : — |                                                                             |                                                                             |                                                                             |                                                                             |                                                                             |                                                                             |                                                                             |                                                                             |
| T41   | Voiron — Gare routière Nord ⥋ Chambéry — Gare routière | Voiron — Gare routière Nord ⥋ Chambéry — Gare routière                      | Voiron — Gare routière Nord ⥋ Chambéry — Gare routière                      | Voiron — Gare routière Nord ⥋ Chambéry — Gare routière                      | Voiron — Gare routière Nord ⥋ Chambéry — Gare routière                      | Voiron — Gare routière Nord ⥋ Chambéry — Gare routière                      | Voiron — Gare routière Nord ⥋ Chambéry — Gare routière                      | Voiron — Gare routière Nord ⥋ Chambéry — Gare routière                      | Voiron — Gare routière Nord ⥋ Chambéry — Gare routière                      |
| T41   | Ouverture / Fermeture — / — | Longueur —                                                                  | Durée 75 min                                                                | Nb. d’arrêts 38                                                             | Matériel —                                                                  | Jours de fonctionnement L, Ma, Me, J, V, S, D                               | Jour / Soir / Nuit / Fêtes O / N / N / O                                    | Voy. / an —                                                                 | Transporteur UTP Delta Cars Autocars Martin Ampère                          |
| T41   | Desserte : - Villes et lieux desservis : Voiron, Coublevie, Saint-Étienne-de-Crossey, Saint-Joseph-de-Rivière, Saint-Laurent-du-Pont, Entre-Deux-Guiers, Les Échelles, Saint-Christophe-en-Oisans, Saint-Jean-de-Couz, Saint-Thibaud-de-Couz, Saint-Cassin, Cognin et Chambéry - Stations et gares desservies : Gare de Voiron et Gare de Chambéry - Challes-les-Eaux.                                                                                                 |                                                                             |                                                                             |                                                                             |                                                                             |                                                                             |                                                                             |                                                                             |                                                                             |
| T41   | Autre : - Zones traversées : B, C et S. - Arrêts non accessibles aux UFR : N.C. - Amplitudes horaires : La ligne fonctionne du lundi au vendredi de 6 h 20 à 20 h, le samedi à raison de six allers-retours par jour et les dimanches et fêtes à raison de deux allers-retours par jour. - Date de dernière mise à jour : 8 août 2021. |                                                                             |                                                                             |                                                                             |                                                                             |                                                                             |                                                                             |                                                                             |                                                                             |
| T41   | Dernière actualisation : — |                                                                             |                                                                             |                                                                             |                                                                             |                                                                             |                                                                             |                                                                             |                                                                             |
| T42   | Voiron — Gare routière Sud ⥋ Le Pont-de-Beauvoisin — Centre | Voiron — Gare routière Sud ⥋ Le Pont-de-Beauvoisin — Centre                 | Voiron — Gare routière Sud ⥋ Le Pont-de-Beauvoisin — Centre                 | Voiron — Gare routière Sud ⥋ Le Pont-de-Beauvoisin — Centre                 | Voiron — Gare routière Sud ⥋ Le Pont-de-Beauvoisin — Centre                 | Voiron — Gare routière Sud ⥋ Le Pont-de-Beauvoisin — Centre                 | Voiron — Gare routière Sud ⥋ Le Pont-de-Beauvoisin — Centre                 | Voiron — Gare routière Sud ⥋ Le Pont-de-Beauvoisin — Centre                 | Voiron — Gare routière Sud ⥋ Le Pont-de-Beauvoisin — Centre                 |
| T42   | Ouverture / Fermeture — / — | Longueur —                                                                  | Durée 45 min                                                                | Nb. d’arrêts 25                                                             | Matériel —                                                                  | Jours de fonctionnement L, Ma, Me, J, V, S                                  | Jour / Soir / Nuit / Fêtes O / N / N / N                                    | Voy. / an —                                                                 | Transporteur VFD                                                            |
| T42   | Desserte : - Villes et lieux desservis : Voiron, Chirens, Bilieu, Massieu, Saint-Geoire-en-Valdaine, Saint-Bueil, Saint-Albin-de-Vaulserre, Saint-Jean-d'Avelanne et Le Pont-de-Beauvoisin - Stations et gares desservies : Gare de Voiron et Gare de Pont-de-Beauvoisin. |                                                                             |                                                                             |                                                                             |                                                                             |                                                                             |                                                                             |                                                                             |                                                                             |
| T42   | Autre : - Zones traversées : B et C. - Arrêts non accessibles aux UFR : N.C. - Amplitudes horaires : La ligne fonctionne du lundi au samedi à raison d'un à deux allers-retours par jour. - Particularités : En période scolaire, le lycée Pravaz du Pont-de-Beauvoisin est desservi. - Date de dernière mise à jour : 8 août 2021. |                                                                             |                                                                             |                                                                             |                                                                             |                                                                             |                                                                             |                                                                             |                                                                             |
| T42   | Dernière actualisation : — |                                                                             |                                                                             |                                                                             |                                                                             |                                                                             |                                                                             |                                                                             |                                                                             |
| T43   | Voiron — Gare routière Sud ⥋ Les Abrets-en-Dauphiné — Le Bailly | Voiron — Gare routière Sud ⥋ Les Abrets-en-Dauphiné — Le Bailly             | Voiron — Gare routière Sud ⥋ Les Abrets-en-Dauphiné — Le Bailly             | Voiron — Gare routière Sud ⥋ Les Abrets-en-Dauphiné — Le Bailly             | Voiron — Gare routière Sud ⥋ Les Abrets-en-Dauphiné — Le Bailly             | Voiron — Gare routière Sud ⥋ Les Abrets-en-Dauphiné — Le Bailly             | Voiron — Gare routière Sud ⥋ Les Abrets-en-Dauphiné — Le Bailly             | Voiron — Gare routière Sud ⥋ Les Abrets-en-Dauphiné — Le Bailly             | Voiron — Gare routière Sud ⥋ Les Abrets-en-Dauphiné — Le Bailly             |
| T43   | Ouverture / Fermeture — / — | Longueur —                                                                  | Durée 55 min                                                                | Nb. d’arrêts 22                                                             | Matériel —                                                                  | Jours de fonctionnement L, Ma, Me, J, V, S                                  | Jour / Soir / Nuit / Fêtes O / N / N / N                                    | Voy. / an —                                                                 | Transporteur Faure Vercors                                                  |
| T43   | Desserte : - Villes et lieux desservis : Voiron, La Murette, Saint-Blaise-du-Buis, Apprieu, Charavines, Villages du Lac de Paladru, Montferrat, Charancieu et Les Abrets-en-Dauphiné - Stations et gares desservies : Gare de Voiron. |                                                                             |                                                                             |                                                                             |                                                                             |                                                                             |                                                                             |                                                                             |                                                                             |
| T43   | Autre : - Zones traversées : B et C. - Arrêts non accessibles aux UFR : N.C. - Amplitudes horaires : La ligne fonctionne du lundi au samedi à raison d'un à trois allers-retours par jour. - Date de dernière mise à jour : 8 août 2021. |                                                                             |                                                                             |                                                                             |                                                                             |                                                                             |                                                                             |                                                                             |                                                                             |
| T43   | Dernière actualisation : — |                                                                             |                                                                             |                                                                             |                                                                             |                                                                             |                                                                             |                                                                             |                                                                             |
| T44   | Saint-Pierre-d'Entremont — Mairie ⥋ Entre-Deux-Guiers — Collège Saint-Bruno | Saint-Pierre-d'Entremont — Mairie ⥋ Entre-Deux-Guiers — Collège Saint-Bruno | Saint-Pierre-d'Entremont — Mairie ⥋ Entre-Deux-Guiers — Collège Saint-Bruno | Saint-Pierre-d'Entremont — Mairie ⥋ Entre-Deux-Guiers — Collège Saint-Bruno | Saint-Pierre-d'Entremont — Mairie ⥋ Entre-Deux-Guiers — Collège Saint-Bruno | Saint-Pierre-d'Entremont — Mairie ⥋ Entre-Deux-Guiers — Collège Saint-Bruno | Saint-Pierre-d'Entremont — Mairie ⥋ Entre-Deux-Guiers — Collège Saint-Bruno | Saint-Pierre-d'Entremont — Mairie ⥋ Entre-Deux-Guiers — Collège Saint-Bruno | Saint-Pierre-d'Entremont — Mairie ⥋ Entre-Deux-Guiers — Collège Saint-Bruno |
| T44   | Ouverture / Fermeture — / — | Longueur —                                                                  | Durée 70 min                                                                | Nb. d’arrêts 35                                                             | Matériel —                                                                  | Jours de fonctionnement L, Ma, Me, J, V                                     | Jour / Soir / Nuit / Fêtes O / N / N / N                                    | Voy. / an —                                                                 | Transporteur —                                                              |
| T44   | Desserte : - Villes et lieux desservis : Saint-Pierre-d'Entremont (Isère), Saint-Pierre-d'Entremont (Savoie), Saint-Christophe-sur-Guiers, Entre-Deux-Guiers, Les Échelles et Saint-Laurent-du-Pont - Stations et gares desservies : Aucune. |                                                                             |                                                                             |                                                                             |                                                                             |                                                                             |                                                                             |                                                                             |                                                                             |
| T44   | Autre : - Zones traversées : C et S. - Arrêts non accessibles aux UFR : N.C. - Amplitudes horaires : La ligne fonctionne du lundi au vendredi à raison de deux à quatre allers-retours par jour. - Date de dernière mise à jour : 8 août 2021. |                                                                             |                                                                             |                                                                             |                                                                             |                                                                             |                                                                             |                                                                             |                                                                             |
| T44   | Dernière actualisation : — |                                                                             |                                                                             |                                                                             |                                                                             |                                                                             |                                                                             |                                                                             |                                                                             |

#### Lignes T50 à T59
| Ligne | Caractéristiques | Caractéristiques                                                      | Caractéristiques                                                      | Caractéristiques                                                      | Caractéristiques                                                      | Caractéristiques                                                      | Caractéristiques                                                      | Caractéristiques                                                      | Caractéristiques                                                      |
| T50   | Beaurepaire — Gare routière ⥋ Grenoble — Gare routière | Beaurepaire — Gare routière ⥋ Grenoble — Gare routière                | Beaurepaire — Gare routière ⥋ Grenoble — Gare routière                | Beaurepaire — Gare routière ⥋ Grenoble — Gare routière                | Beaurepaire — Gare routière ⥋ Grenoble — Gare routière                | Beaurepaire — Gare routière ⥋ Grenoble — Gare routière                | Beaurepaire — Gare routière ⥋ Grenoble — Gare routière                | Beaurepaire — Gare routière ⥋ Grenoble — Gare routière                | Beaurepaire — Gare routière ⥋ Grenoble — Gare routière                |
| ----- | --- | --------------------------------------------------------------------- | --------------------------------------------------------------------- | --------------------------------------------------------------------- | --------------------------------------------------------------------- | --------------------------------------------------------------------- | --------------------------------------------------------------------- | --------------------------------------------------------------------- | --------------------------------------------------------------------- |
| T50   | Ouverture / Fermeture — / — | Longueur —                                                            | Durée 100 min                                                         | Nb. d’arrêts 40                                                       | Matériel Iveco Bus Crossway                                           | Jours de fonctionnement L, Ma, Me, J, V, S, D                         | Jour / Soir / Nuit / Fêtes O / N / N / O                              | Voy. / an —                                                           | Transporteur Philibert                                                |
| T50   | Desserte : - Villes et lieux desservis : Beaurepaire, Saint-Barthélemy, Penol, Marcilloles, Viriville, Châtenay, Saint-Siméon-de-Bressieux, Brézins, Saint-Étienne-de-Saint-Geoirs, Sillans, Izeaux, Beaucroissant, Renage, Rives, Moirans, Voreppe, Saint-Égrève et Grenoble - Stations et gares desservies : Gare de Rives, Gare de Moirans, Gare de Beaucroissant, Oxford (B), Marie-Louise Paris - CEA (B) et Gare de Grenoble. |                                                                       |                                                                       |                                                                       |                                                                       |                                                                       |                                                                       |                                                                       |                                                                       |
| T50   | Autre : - Zones traversées : A à D. - Arrêts non accessibles aux UFR : N.C. - Amplitudes horaires : La ligne fonctionne du lundi au vendredi de 5 h 30 à 20 h 10 et les samedis, dimanches et fêtes à raison d'un à deux allers-retours par jour. - Date de dernière mise à jour : 8 août 2021. |                                                                       |                                                                       |                                                                       |                                                                       |                                                                       |                                                                       |                                                                       |                                                                       |
| T50   | Dernière actualisation : — |                                                                       |                                                                       |                                                                       |                                                                       |                                                                       |                                                                       |                                                                       |                                                                       |
| T51   | La Côte-Saint-André — Place Hector Berlioz ⥋ Grenoble — Gare routière | La Côte-Saint-André — Place Hector Berlioz ⥋ Grenoble — Gare routière | La Côte-Saint-André — Place Hector Berlioz ⥋ Grenoble — Gare routière | La Côte-Saint-André — Place Hector Berlioz ⥋ Grenoble — Gare routière | La Côte-Saint-André — Place Hector Berlioz ⥋ Grenoble — Gare routière | La Côte-Saint-André — Place Hector Berlioz ⥋ Grenoble — Gare routière | La Côte-Saint-André — Place Hector Berlioz ⥋ Grenoble — Gare routière | La Côte-Saint-André — Place Hector Berlioz ⥋ Grenoble — Gare routière | La Côte-Saint-André — Place Hector Berlioz ⥋ Grenoble — Gare routière |
| T51   | Ouverture / Fermeture — / — | Longueur —                                                            | Durée 65 min                                                          | Nb. d’arrêts 18                                                       | Matériel Iveco Bus Crossway                                           | Jours de fonctionnement L, Ma, Me, J, V, S                            | Jour / Soir / Nuit / Fêtes O / N / N / N                              | Voy. / an —                                                           | Transporteur Philibert                                                |
| T51   | Desserte : - Villes et lieux desservis : La Côte-Saint-André, Gillonnay, Saint-Hilaire-de-la-Côte, La Frette, Bévenais, Le Grand-Lemps, Colombe, Apprieu, Moirans, Rives, Voreppe, Saint-Égrève et Grenoble - Stations et gares desservies : Gare de Moirans, Gare de Voreppe, Oxford (B), Marie-Louise Paris - CEA (B) et Gare de Grenoble.                                                                                        |                                                                       |                                                                       |                                                                       |                                                                       |                                                                       |                                                                       |                                                                       |                                                                       |
| T51   | Autre : - Zones traversées : A à D. - Arrêts non accessibles aux UFR : N.C. - Amplitudes horaires : La ligne fonctionne du lundi au vendredi à raison de quatre à cinq allers-retours par jour et le samedi à raison de trois allers-retours par jour. En été, un aller-retour est assuré les dimanches et fêtes. - Date de dernière mise à jour : 8 août 2021.                                                                     |                                                                       |                                                                       |                                                                       |                                                                       |                                                                       |                                                                       |                                                                       |                                                                       |
| T51   | Dernière actualisation : — |                                                                       |                                                                       |                                                                       |                                                                       |                                                                       |                                                                       |                                                                       |                                                                       |
| T52   | Beaurepaire — Gare routière ⥋ Vienne — Gare routière | Beaurepaire — Gare routière ⥋ Vienne — Gare routière                  | Beaurepaire — Gare routière ⥋ Vienne — Gare routière                  | Beaurepaire — Gare routière ⥋ Vienne — Gare routière                  | Beaurepaire — Gare routière ⥋ Vienne — Gare routière                  | Beaurepaire — Gare routière ⥋ Vienne — Gare routière                  | Beaurepaire — Gare routière ⥋ Vienne — Gare routière                  | Beaurepaire — Gare routière ⥋ Vienne — Gare routière                  | Beaurepaire — Gare routière ⥋ Vienne — Gare routière                  |
| T52   | Ouverture / Fermeture — / — | Longueur —                                                            | Durée 45 min                                                          | Nb. d’arrêts 51                                                       | Matériel —                                                            | Jours de fonctionnement L, Ma, Me, J, V, S                            | Jour / Soir / Nuit / Fêtes O / N / N / N                              | Voy. / an —                                                           | Transporteur Groupe Perraud                                           |
| T52   | Desserte : - Villes et lieux desservis : Beaurepaire, Revel-Tourdan, Primarette, Cour-et-Buis, Montseveroux, Eyzin-Pinet, Estrablin, Jardin et Vienne - Stations et gares desservies : Gare de Vienne. |                                                                       |                                                                       |                                                                       |                                                                       |                                                                       |                                                                       |                                                                       |                                                                       |
| T52   | Autre : - Zones traversées : D et E. - Arrêts non accessibles aux UFR : N.C. - Amplitudes horaires : La ligne fonctionne du lundi au vendredi de 6 h 15 à 19 h 15 et le samedi à raison d'un aller-retour par jour. - Particularités : En période scolaire, certains services desservent les collèges et lycées de Vienne et Saint-Romain-en-Gal. - Date de dernière mise à jour : 8 août 2021.                                     |                                                                       |                                                                       |                                                                       |                                                                       |                                                                       |                                                                       |                                                                       |                                                                       |
| T52   | Dernière actualisation : — |                                                                       |                                                                       |                                                                       |                                                                       |                                                                       |                                                                       |                                                                       |                                                                       |
| T53   | Beaurepaire — Gare routière ⥋ Le Péage-de-Roussillon — Gare SNCF | Beaurepaire — Gare routière ⥋ Le Péage-de-Roussillon — Gare SNCF      | Beaurepaire — Gare routière ⥋ Le Péage-de-Roussillon — Gare SNCF      | Beaurepaire — Gare routière ⥋ Le Péage-de-Roussillon — Gare SNCF      | Beaurepaire — Gare routière ⥋ Le Péage-de-Roussillon — Gare SNCF      | Beaurepaire — Gare routière ⥋ Le Péage-de-Roussillon — Gare SNCF      | Beaurepaire — Gare routière ⥋ Le Péage-de-Roussillon — Gare SNCF      | Beaurepaire — Gare routière ⥋ Le Péage-de-Roussillon — Gare SNCF      | Beaurepaire — Gare routière ⥋ Le Péage-de-Roussillon — Gare SNCF      |
| T53   | Ouverture / Fermeture — / — | Longueur —                                                            | Durée 45 min                                                          | Nb. d’arrêts 39                                                       | Matériel —                                                            | Jours de fonctionnement L, Ma, Me, J, V                               | Jour / Soir / Nuit / Fêtes O / N / N / N                              | Voy. / an —                                                           | Transporteur —                                                        |
| T53   | Desserte : - Villes et lieux desservis : Beaurepaire, Pact, Moissieu-sur-Dolon, Bellegarde-Poussieu, Sonnay, Anjou, Agnin, Chanas, Salaise-sur-Sanne, Roussillon et Le Péage-de-Roussillon - Stations et gares desservies : Gare du Péage-de-Roussillon. |                                                                       |                                                                       |                                                                       |                                                                       |                                                                       |                                                                       |                                                                       |                                                                       |
| T53   | Autre : - Zones traversées : D. - Arrêts non accessibles aux UFR : N.C. - Amplitudes horaires : La ligne fonctionne du lundi au vendredi de 6 h 20 à 18 h 30 environ. - Particularités : En période scolaire, certains services desservent le collège Frédéric Mistral de Saint-Maurice-l'Exil. - Date de dernière mise à jour : 8 août 2021.                                                                                       |                                                                       |                                                                       |                                                                       |                                                                       |                                                                       |                                                                       |                                                                       |                                                                       |
| T53   | Dernière actualisation : — |                                                                       |                                                                       |                                                                       |                                                                       |                                                                       |                                                                       |                                                                       |                                                                       |
| T54   | Beaurepaire — Gare routière ⥋ La Côte-Saint-André — Cité scolaire | Beaurepaire — Gare routière ⥋ La Côte-Saint-André — Cité scolaire     | Beaurepaire — Gare routière ⥋ La Côte-Saint-André — Cité scolaire     | Beaurepaire — Gare routière ⥋ La Côte-Saint-André — Cité scolaire     | Beaurepaire — Gare routière ⥋ La Côte-Saint-André — Cité scolaire     | Beaurepaire — Gare routière ⥋ La Côte-Saint-André — Cité scolaire     | Beaurepaire — Gare routière ⥋ La Côte-Saint-André — Cité scolaire     | Beaurepaire — Gare routière ⥋ La Côte-Saint-André — Cité scolaire     | Beaurepaire — Gare routière ⥋ La Côte-Saint-André — Cité scolaire     |
| T54   | Ouverture / Fermeture — / — | Longueur —                                                            | Durée 35 min                                                          | Nb. d’arrêts 18                                                       | Matériel —                                                            | Jours de fonctionnement L, Ma, Me, J, V                               | Jour / Soir / Nuit / Fêtes O / N / N / N                              | Voy. / an —                                                           | Transporteur Groupe Perraud                                           |
| T54   | Desserte : - Villes et lieux desservis : Beaurepaire, Saint-Barthélemy, Pajay, Penol, Thodure, Viriville, Châtenay, Saint-Siméon-de-Bressieux et La Côte-Saint-André - Stations et gares desservies : Aucune. |                                                                       |                                                                       |                                                                       |                                                                       |                                                                       |                                                                       |                                                                       |                                                                       |
| T54   | Autre : - Zones traversées : D. - Arrêts non accessibles aux UFR : N.C. - Amplitudes horaires : La ligne fonctionne du lundi au vendredi de 6 h 45 à 18 h 50 environ. - Date de dernière mise à jour : 8 août 2021. |                                                                       |                                                                       |                                                                       |                                                                       |                                                                       |                                                                       |                                                                       |                                                                       |
| T54   | Dernière actualisation : — |                                                                       |                                                                       |                                                                       |                                                                       |                                                                       |                                                                       |                                                                       |                                                                       |
| T55   | Voiron — Gare routière Sud ⥋ La Côte-Saint-André — Cité scolaire | Voiron — Gare routière Sud ⥋ La Côte-Saint-André — Cité scolaire      | Voiron — Gare routière Sud ⥋ La Côte-Saint-André — Cité scolaire      | Voiron — Gare routière Sud ⥋ La Côte-Saint-André — Cité scolaire      | Voiron — Gare routière Sud ⥋ La Côte-Saint-André — Cité scolaire      | Voiron — Gare routière Sud ⥋ La Côte-Saint-André — Cité scolaire      | Voiron — Gare routière Sud ⥋ La Côte-Saint-André — Cité scolaire      | Voiron — Gare routière Sud ⥋ La Côte-Saint-André — Cité scolaire      | Voiron — Gare routière Sud ⥋ La Côte-Saint-André — Cité scolaire      |
| T55   | Ouverture / Fermeture — / — | Longueur —                                                            | Durée 65 min                                                          | Nb. d’arrêts 44                                                       | Matériel —                                                            | Jours de fonctionnement L, Ma, Me, J, V                               | Jour / Soir / Nuit / Fêtes O / N / N / N                              | Voy. / an —                                                           | Transporteur Philibert                                                |
| T55   | Desserte : - Villes et lieux desservis : Voiron, Saint-Cassien, Charnècles, Renage, Rives, Beaucroissant, Izeaux, Sillans, Saint-Étienne-de-Saint-Geoirs, Brézins et La Côte-Saint-André - Stations et gares desservies : Gare de Voiron, gare de Rives et Gare de Beaucroissant. |                                                                       |                                                                       |                                                                       |                                                                       |                                                                       |                                                                       |                                                                       |                                                                       |
| T55   | Autre : - Zones traversées : B à D. - Arrêts non accessibles aux UFR : N.C. - Amplitudes horaires : La ligne fonctionne du lundi au vendredi de 6 h 10 à 19 h 35 environ. - Date de dernière mise à jour : 8 août 2021. |                                                                       |                                                                       |                                                                       |                                                                       |                                                                       |                                                                       |                                                                       |                                                                       |
| T55   | Dernière actualisation : — |                                                                       |                                                                       |                                                                       |                                                                       |                                                                       |                                                                       |                                                                       |                                                                       |
| T56   | Voiron — Gare routière Sud ⥋ La Côte-Saint-André — Cité scolaire | Voiron — Gare routière Sud ⥋ La Côte-Saint-André — Cité scolaire      | Voiron — Gare routière Sud ⥋ La Côte-Saint-André — Cité scolaire      | Voiron — Gare routière Sud ⥋ La Côte-Saint-André — Cité scolaire      | Voiron — Gare routière Sud ⥋ La Côte-Saint-André — Cité scolaire      | Voiron — Gare routière Sud ⥋ La Côte-Saint-André — Cité scolaire      | Voiron — Gare routière Sud ⥋ La Côte-Saint-André — Cité scolaire      | Voiron — Gare routière Sud ⥋ La Côte-Saint-André — Cité scolaire      | Voiron — Gare routière Sud ⥋ La Côte-Saint-André — Cité scolaire      |
| T56   | Ouverture / Fermeture — / — | Longueur —                                                            | Durée 60 min                                                          | Nb. d’arrêts 38                                                       | Matériel —                                                            | Jours de fonctionnement L, Ma, Me, J, V                               | Jour / Soir / Nuit / Fêtes O / N / N / N                              | Voy. / an —                                                           | Transporteur Philibert                                                |
| T56   | Desserte : - Villes et lieux desservis : Voiron, La Murette, Saint-Blaise-du-Buis, Apprieu, Colombe, Le Grand-Lemps, Bévenais, La Frette, Saint-Hilaire-de-la-Côte, Gillonnay et La Côte-Saint-André - Stations et gares desservies : Gare de Voiron et Gare du Grand-Lemps. |                                                                       |                                                                       |                                                                       |                                                                       |                                                                       |                                                                       |                                                                       |                                                                       |
| T56   | Autre : - Zones traversées : B à D. - Arrêts non accessibles aux UFR : N.C. - Amplitudes horaires : La ligne fonctionne du lundi au vendredi de 6 h 35 à 19 h 10 environ. - Date de dernière mise à jour : 8 août 2021. |                                                                       |                                                                       |                                                                       |                                                                       |                                                                       |                                                                       |                                                                       |                                                                       |
| T56   | Dernière actualisation : — |                                                                       |                                                                       |                                                                       |                                                                       |                                                                       |                                                                       |                                                                       |                                                                       |

#### Lignes T60 à T69
| Ligne | Caractéristiques | Caractéristiques                                                          | Caractéristiques                                                          | Caractéristiques                                                          | Caractéristiques                                                          | Caractéristiques                                                          | Caractéristiques                                                          | Caractéristiques                                                          | Caractéristiques                                                          |
| T60   | Pont-en-Royans — Stade ⥋ Grenoble — Gare routière | Pont-en-Royans — Stade ⥋ Grenoble — Gare routière                         | Pont-en-Royans — Stade ⥋ Grenoble — Gare routière                         | Pont-en-Royans — Stade ⥋ Grenoble — Gare routière                         | Pont-en-Royans — Stade ⥋ Grenoble — Gare routière                         | Pont-en-Royans — Stade ⥋ Grenoble — Gare routière                         | Pont-en-Royans — Stade ⥋ Grenoble — Gare routière                         | Pont-en-Royans — Stade ⥋ Grenoble — Gare routière                         | Pont-en-Royans — Stade ⥋ Grenoble — Gare routière                         |
| ----- | --- | ------------------------------------------------------------------------- | ------------------------------------------------------------------------- | ------------------------------------------------------------------------- | ------------------------------------------------------------------------- | ------------------------------------------------------------------------- | ------------------------------------------------------------------------- | ------------------------------------------------------------------------- | ------------------------------------------------------------------------- |
| T60   | Ouverture / Fermeture — / — | Longueur —                                                                | Durée 70 min                                                              | Nb. d’arrêts 26                                                           | Matériel Iveco Bus Crossway / Iveco Bus Evadys                            | Jours de fonctionnement L, Ma, Me, J, V                                   | Jour / Soir / Nuit / Fêtes O / N / N / N                                  | Voy. / an —                                                               | Transporteur Groupe Perraud                                               |
| T60   | Desserte : - Villes et lieux desservis : Pont-en-Royans, Auberives-en-Royans, Saint-Just-de-Claix, Saint-Romans, Saint-Pierre-de-Chérennes, Izeron, Cognin-les-Gorges, Rovon, Saint-Gervais, La Rivière, Saint-Quentin-sur-Isère, Veurey-Voroize, Saint-Égrève et Grenoble - Stations et gares desservies : Oxford (B), Marie-Louise Paris - CEA (B) et Gare de Grenoble.       |                                                                           |                                                                           |                                                                           |                                                                           |                                                                           |                                                                           |                                                                           |                                                                           |
| T60   | Autre : - Zones traversées : A à D. - Arrêts non accessibles aux UFR : N.C. - Amplitudes horaires : La ligne fonctionne du lundi au vendredi à raison d'un à deux allers-retours par jour. - Date de dernière mise à jour : 8 août 2021. |                                                                           |                                                                           |                                                                           |                                                                           |                                                                           |                                                                           |                                                                           |                                                                           |
| T60   | Dernière actualisation : — |                                                                           |                                                                           |                                                                           |                                                                           |                                                                           |                                                                           |                                                                           |                                                                           |
| T61   | Saint-Jean-en-Royans — Saint-Jean-en-Royans ⥋ Saint-Marcellin — La gare | Saint-Jean-en-Royans — Saint-Jean-en-Royans ⥋ Saint-Marcellin — La gare   | Saint-Jean-en-Royans — Saint-Jean-en-Royans ⥋ Saint-Marcellin — La gare   | Saint-Jean-en-Royans — Saint-Jean-en-Royans ⥋ Saint-Marcellin — La gare   | Saint-Jean-en-Royans — Saint-Jean-en-Royans ⥋ Saint-Marcellin — La gare   | Saint-Jean-en-Royans — Saint-Jean-en-Royans ⥋ Saint-Marcellin — La gare   | Saint-Jean-en-Royans — Saint-Jean-en-Royans ⥋ Saint-Marcellin — La gare   | Saint-Jean-en-Royans — Saint-Jean-en-Royans ⥋ Saint-Marcellin — La gare   | Saint-Jean-en-Royans — Saint-Jean-en-Royans ⥋ Saint-Marcellin — La gare   |
| T61   | Ouverture / Fermeture — / — | Longueur —                                                                | Durée 45 min                                                              | Nb. d’arrêts 28                                                           | Matériel —                                                                | Jours de fonctionnement L, Ma, Me, J, V                                   | Jour / Soir / Nuit / Fêtes O / N / N / N                                  | Voy. / an —                                                               | Transporteur Groupe Perraud                                               |
| T61   | Desserte : - Villes et lieux desservis : Saint-Jean-en-Royans, Saint-Laurent-en-Royans, Sainte-Eulalie-en-Royans, Pont-en-Royans, Auberives-en-Royans, Saint-André-en-Royans, Saint-Just-de-Claix, Saint-Romans et Saint-Marcellin - Stations et gares desservies : Gare de Saint-Marcellin.                                                                                    |                                                                           |                                                                           |                                                                           |                                                                           |                                                                           |                                                                           |                                                                           |                                                                           |
| T61   | Autre : - Zones traversées : D. - Arrêts non accessibles aux UFR : N.C. - Amplitudes horaires : La ligne fonctionne du lundi au vendredi à raison de six allers-retours par jour. - Date de dernière mise à jour : 8 août 2021. |                                                                           |                                                                           |                                                                           |                                                                           |                                                                           |                                                                           |                                                                           |                                                                           |
| T61   | Dernière actualisation : — |                                                                           |                                                                           |                                                                           |                                                                           |                                                                           |                                                                           |                                                                           |                                                                           |
| T62   | Saint-Marcellin — La gare ⥋ Grenoble — Gare routière | Saint-Marcellin — La gare ⥋ Grenoble — Gare routière                      | Saint-Marcellin — La gare ⥋ Grenoble — Gare routière                      | Saint-Marcellin — La gare ⥋ Grenoble — Gare routière                      | Saint-Marcellin — La gare ⥋ Grenoble — Gare routière                      | Saint-Marcellin — La gare ⥋ Grenoble — Gare routière                      | Saint-Marcellin — La gare ⥋ Grenoble — Gare routière                      | Saint-Marcellin — La gare ⥋ Grenoble — Gare routière                      | Saint-Marcellin — La gare ⥋ Grenoble — Gare routière                      |
| T62   | Ouverture / Fermeture — / — | Longueur —                                                                | Durée 75 min                                                              | Nb. d’arrêts 42                                                           | Matériel Van Hool 915 CL / Irisbus Bus Crossway                           | Jours de fonctionnement L, Ma, Me, J, V, S, D                             | Jour / Soir / Nuit / Fêtes O / N / N / O                                  | Voy. / an —                                                               | Transporteur Keolis Train Bleu                                            |
| T62   | Desserte : - Villes et lieux desservis : Saint-Marcellin, Saint-Sauveur, Têche, Beaulieu, Vinay, L'Albenc, Chantesse, Cras, Poliénas, Tullins, Vourey, Moirans, Saint-Jean-de-Moirans, Saint-Égrève et Grenoble - Stations et gares desservies : Gare de Saint-Marcellin, Gare de Tullins-Fures, Gare de Moirans, Oxford (B), Marie-Louise Paris - CEA (B) et Gare de Grenoble. |                                                                           |                                                                           |                                                                           |                                                                           |                                                                           |                                                                           |                                                                           |                                                                           |
| T62   | Autre : - Zones traversées : A à D. - Arrêts non accessibles aux UFR : N.C. - Amplitudes horaires : La ligne fonctionne du lundi au vendredi de 6 h 5 à 20 h 5 et les samedis, dimanches et fêtes à raison de deux à quatre allers-retours par jour. - Date de dernière mise à jour : 8 août 2021.                                                                              |                                                                           |                                                                           |                                                                           |                                                                           |                                                                           |                                                                           |                                                                           |                                                                           |
| T62   | Dernière actualisation : — |                                                                           |                                                                           |                                                                           |                                                                           |                                                                           |                                                                           |                                                                           |                                                                           |
| T63   | Roybon — Parking Mairie ⥋ Saint-Marcellin — La gare | Roybon — Parking Mairie ⥋ Saint-Marcellin — La gare                       | Roybon — Parking Mairie ⥋ Saint-Marcellin — La gare                       | Roybon — Parking Mairie ⥋ Saint-Marcellin — La gare                       | Roybon — Parking Mairie ⥋ Saint-Marcellin — La gare                       | Roybon — Parking Mairie ⥋ Saint-Marcellin — La gare                       | Roybon — Parking Mairie ⥋ Saint-Marcellin — La gare                       | Roybon — Parking Mairie ⥋ Saint-Marcellin — La gare                       | Roybon — Parking Mairie ⥋ Saint-Marcellin — La gare                       |
| T63   | Ouverture / Fermeture — / — | Longueur —                                                                | Durée 55 min                                                              | Nb. d’arrêts 28                                                           | Matériel —                                                                | Jours de fonctionnement L, Ma, Me, J, V                                   | Jour / Soir / Nuit / Fêtes O / N / N / N                                  | Voy. / an —                                                               | Transporteur Groupe Perraud                                               |
| T63   | Desserte : - Villes et lieux desservis : Roybon, Saint-Antoine-l'Abbaye, Chatte et Saint-Marcellin - Stations et gares desservies : Gare de Saint-Marcellin. |                                                                           |                                                                           |                                                                           |                                                                           |                                                                           |                                                                           |                                                                           |                                                                           |
| T63   | Autre : - Zones traversées : D. - Arrêts non accessibles aux UFR : N.C. - Amplitudes horaires : La ligne fonctionne du lundi au vendredi à raison de trois allers-retours par jour. - Date de dernière mise à jour : 8 août 2021. |                                                                           |                                                                           |                                                                           |                                                                           |                                                                           |                                                                           |                                                                           |                                                                           |
| T63   | Dernière actualisation : — |                                                                           |                                                                           |                                                                           |                                                                           |                                                                           |                                                                           |                                                                           |                                                                           |
| T64   | Villard-de-Lans — Gare routière ⥋ Grenoble — Gare routière | Villard-de-Lans — Gare routière ⥋ Grenoble — Gare routière                | Villard-de-Lans — Gare routière ⥋ Grenoble — Gare routière                | Villard-de-Lans — Gare routière ⥋ Grenoble — Gare routière                | Villard-de-Lans — Gare routière ⥋ Grenoble — Gare routière                | Villard-de-Lans — Gare routière ⥋ Grenoble — Gare routière                | Villard-de-Lans — Gare routière ⥋ Grenoble — Gare routière                | Villard-de-Lans — Gare routière ⥋ Grenoble — Gare routière                | Villard-de-Lans — Gare routière ⥋ Grenoble — Gare routière                |
| T64   | Ouverture / Fermeture — / — | Longueur —                                                                | Durée 65 min                                                              | Nb. d’arrêts 24                                                           | Matériel Iveco Bus Crossway                                               | Jours de fonctionnement L, Ma, Me, J, V, S, D                             | Jour / Soir / Nuit / Fêtes O / N / N / O                                  | Voy. / an —                                                               | Transporteur VFD                                                          |
| T64   | Desserte : - Villes et lieux desservis : Villard-de-Lans, Lans-en-Vercors, Engins, Sassenage, Fontaine et Grenoble - Stations et gares desservies : Fontaine La Poya (A), Oxford (B), Marie-Louise Paris - CEA (B) et Gare de Grenoble. |                                                                           |                                                                           |                                                                           |                                                                           |                                                                           |                                                                           |                                                                           |                                                                           |
| T64   | Autre : - Zones traversées : A et C. - Arrêts non accessibles aux UFR : N.C. - Amplitudes horaires : La ligne fonctionne du lundi au vendredi de 7 h 40 à 20 h 45 et les samedis, dimanches et fêtes à raison de six à sept à quatre allers-retours par jour. - Date de dernière mise à jour : 8 août 2021.                                                                     |                                                                           |                                                                           |                                                                           |                                                                           |                                                                           |                                                                           |                                                                           |                                                                           |
| T64   | Dernière actualisation : — |                                                                           |                                                                           |                                                                           |                                                                           |                                                                           |                                                                           |                                                                           |                                                                           |
| T65   | Villard-de-Lans — Gare routière ⥋ Grenoble — Gare routière | Villard-de-Lans — Gare routière ⥋ Grenoble — Gare routière                | Villard-de-Lans — Gare routière ⥋ Grenoble — Gare routière                | Villard-de-Lans — Gare routière ⥋ Grenoble — Gare routière                | Villard-de-Lans — Gare routière ⥋ Grenoble — Gare routière                | Villard-de-Lans — Gare routière ⥋ Grenoble — Gare routière                | Villard-de-Lans — Gare routière ⥋ Grenoble — Gare routière                | Villard-de-Lans — Gare routière ⥋ Grenoble — Gare routière                | Villard-de-Lans — Gare routière ⥋ Grenoble — Gare routière                |
| T65   | Ouverture / Fermeture — / — | Longueur —                                                                | Durée 60 min                                                              | Nb. d’arrêts 33                                                           | Matériel Iveco Bus Crossway                                               | Jours de fonctionnement L, Ma, Me, J, V, S, D                             | Jour / Soir / Nuit / Fêtes O / N / N / O                                  | Voy. / an —                                                               | Transporteur VFD                                                          |
| T65   | Desserte : - Villes et lieux desservis : Villard-de-Lans, Lans-en-Vercors, Saint-Nizier-du-Moucherotte, Seyssinet-Pariset, Seyssins, Fontaine et Grenoble - Stations et gares desservies : Seyssinet-Pariset Hôtel de Ville (C), Louis Maisonnat (A), Cité Internationale (B) et Gare de Grenoble.                                                                              |                                                                           |                                                                           |                                                                           |                                                                           |                                                                           |                                                                           |                                                                           |                                                                           |
| T65   | Autre : - Zones traversées : A et C. - Arrêts non accessibles aux UFR : N.C. - Amplitudes horaires : La ligne fonctionne du lundi au vendredi de 6 h 30 à 19 h et les samedis, dimanches et fêtes à raison de quatre à cinq à quatre allers-retours par jour. - Date de dernière mise à jour : 8 août 2021.                                                                     |                                                                           |                                                                           |                                                                           |                                                                           |                                                                           |                                                                           |                                                                           |                                                                           |
| T65   | Dernière actualisation : — |                                                                           |                                                                           |                                                                           |                                                                           |                                                                           |                                                                           |                                                                           |                                                                           |
| T66   | Villard-de-Lans — Gare routière ⥋ Lans-en-Vercors — Office du Tourisme | Villard-de-Lans — Gare routière ⥋ Lans-en-Vercors — Office du Tourisme    | Villard-de-Lans — Gare routière ⥋ Lans-en-Vercors — Office du Tourisme    | Villard-de-Lans — Gare routière ⥋ Lans-en-Vercors — Office du Tourisme    | Villard-de-Lans — Gare routière ⥋ Lans-en-Vercors — Office du Tourisme    | Villard-de-Lans — Gare routière ⥋ Lans-en-Vercors — Office du Tourisme    | Villard-de-Lans — Gare routière ⥋ Lans-en-Vercors — Office du Tourisme    | Villard-de-Lans — Gare routière ⥋ Lans-en-Vercors — Office du Tourisme    | Villard-de-Lans — Gare routière ⥋ Lans-en-Vercors — Office du Tourisme    |
| T66   | Ouverture / Fermeture — / — | Longueur —                                                                | Durée 45 min                                                              | Nb. d’arrêts 19                                                           | Matériel Iveco Bus Crossway / Iveco Bus Evadys                            | Jours de fonctionnement L, Ma, Me, J, V, S, D                             | Jour / Soir / Nuit / Fêtes O / N / N / O                                  | Voy. / an —                                                               | Transporteur VFD                                                          |
| T66   | Desserte : - Villes et lieux desservis : Villard-de-Lans, Autrans-Méaudre en Vercors et Lans-en-Vercors - Stations et gares desservies : Aucune. |                                                                           |                                                                           |                                                                           |                                                                           |                                                                           |                                                                           |                                                                           |                                                                           |
| T66   | Autre : - Zones traversées : C. - Arrêts non accessibles aux UFR : N.C. - Amplitudes horaires : La ligne fonctionne du lundi au vendredi de 6 h à 19 h 55 et les samedis, dimanches et fêtes à raison de six à sept à quatre allers-retours par jour. - Date de dernière mise à jour : 8 août 2021.                                                                             |                                                                           |                                                                           |                                                                           |                                                                           |                                                                           |                                                                           |                                                                           |                                                                           |
| T66   | Dernière actualisation : — |                                                                           |                                                                           |                                                                           |                                                                           |                                                                           |                                                                           |                                                                           |                                                                           |
| T67   | Villard-de-Lans — Gare routière ⥋ Corrençon-en-Vercors — Clos de la Balme | Villard-de-Lans — Gare routière ⥋ Corrençon-en-Vercors — Clos de la Balme | Villard-de-Lans — Gare routière ⥋ Corrençon-en-Vercors — Clos de la Balme | Villard-de-Lans — Gare routière ⥋ Corrençon-en-Vercors — Clos de la Balme | Villard-de-Lans — Gare routière ⥋ Corrençon-en-Vercors — Clos de la Balme | Villard-de-Lans — Gare routière ⥋ Corrençon-en-Vercors — Clos de la Balme | Villard-de-Lans — Gare routière ⥋ Corrençon-en-Vercors — Clos de la Balme | Villard-de-Lans — Gare routière ⥋ Corrençon-en-Vercors — Clos de la Balme | Villard-de-Lans — Gare routière ⥋ Corrençon-en-Vercors — Clos de la Balme |
| T67   | Ouverture / Fermeture — / 1er septembre 2024 | Longueur —                                                                | Durée 15 min                                                              | Nb. d’arrêts 7                                                            | Matériel Iveco Bus Crossway / Iveco Bus Evadys                            | Jours de fonctionnement L, Ma, Me, J, V, S, D                             | Jour / Soir / Nuit / Fêtes O / N / N / O                                  | Voy. / an —                                                               | Transporteur VFD                                                          |
| T67   | Desserte : - Villes et lieux desservis : Villard-de-Lans et Corrençon-en-Vercors - Stations et gares desservies : Aucune. |                                                                           |                                                                           |                                                                           |                                                                           |                                                                           |                                                                           |                                                                           |                                                                           |
| T67   | Autre : - Zones traversées : C. - Arrêts non accessibles aux UFR : N.C. - Amplitudes horaires : La ligne fonctionne, sur réservation, tous les jours à raison de huit à quatre allers-retours par jour. - Date de dernière mise à jour : 20 juin 2024. |                                                                           |                                                                           |                                                                           |                                                                           |                                                                           |                                                                           |                                                                           |                                                                           |
| T67   | Dernière actualisation : — |                                                                           |                                                                           |                                                                           |                                                                           |                                                                           |                                                                           |                                                                           |                                                                           |

#### Lignes T70 à T79
| Ligne | Caractéristiques | Caractéristiques | Caractéristiques | Caractéristiques | Caractéristiques | Caractéristiques | Caractéristiques | Caractéristiques | Caractéristiques |
| T70   | Vaujany — Station Téléphérique ⥋ Le Bourg-d'Oisans — Office du Tourisme | Vaujany — Station Téléphérique ⥋ Le Bourg-d'Oisans — Office du Tourisme                                                | Vaujany — Station Téléphérique ⥋ Le Bourg-d'Oisans — Office du Tourisme                                                | Vaujany — Station Téléphérique ⥋ Le Bourg-d'Oisans — Office du Tourisme                                                | Vaujany — Station Téléphérique ⥋ Le Bourg-d'Oisans — Office du Tourisme                                                | Vaujany — Station Téléphérique ⥋ Le Bourg-d'Oisans — Office du Tourisme                                                | Vaujany — Station Téléphérique ⥋ Le Bourg-d'Oisans — Office du Tourisme                                                | Vaujany — Station Téléphérique ⥋ Le Bourg-d'Oisans — Office du Tourisme                                                | Vaujany — Station Téléphérique ⥋ Le Bourg-d'Oisans — Office du Tourisme                                                |
| ----- | --- | --- | --- | --- | --- | --- | --- | --- | --- |
| T70   | Ouverture / Fermeture — / — | Longueur — | Durée 35 min | Nb. d’arrêts 20 | Matériel Iveco Bus Crossway / Iveco Bus Evadys                                                                         | Jours de fonctionnement L, Ma, Me, J, V, S, D                                                                          | Jour / Soir / Nuit / Fêtes O / N / N / O                                                                               | Voy. / an — | Transporteur VFD |
| T70   | Desserte : - Villes et lieux desservis : Vaujany, Oz, Allemont et Le Bourg-d'Oisans - Stations et gares desservies : Aucune. | | | | | | | | |
| T70   | Autre : - Zones traversées : C. - Arrêts non accessibles aux UFR : N.C. - Amplitudes horaires : La ligne fonctionne, sur réservation, tous les jours à raison de trois allers-retours par jour. - Date de dernière mise à jour : 8 août 2021. | | | | | | | | |
| T70   | Dernière actualisation : — | | | | | | | | |
| T71   | Vaujany — Station Téléphérique ⥋ Le Bourg-d'Oisans — Office du Tourisme | Vaujany — Station Téléphérique ⥋ Le Bourg-d'Oisans — Office du Tourisme                                                | Vaujany — Station Téléphérique ⥋ Le Bourg-d'Oisans — Office du Tourisme                                                | Vaujany — Station Téléphérique ⥋ Le Bourg-d'Oisans — Office du Tourisme                                                | Vaujany — Station Téléphérique ⥋ Le Bourg-d'Oisans — Office du Tourisme                                                | Vaujany — Station Téléphérique ⥋ Le Bourg-d'Oisans — Office du Tourisme                                                | Vaujany — Station Téléphérique ⥋ Le Bourg-d'Oisans — Office du Tourisme                                                | Vaujany — Station Téléphérique ⥋ Le Bourg-d'Oisans — Office du Tourisme                                                | Vaujany — Station Téléphérique ⥋ Le Bourg-d'Oisans — Office du Tourisme                                                |
| T71   | Ouverture / Fermeture — / — | Longueur — | Durée 35 min | Nb. d’arrêts 20 à 23                                                                                                   | Matériel Iveco Bus Crossway / Iveco Bus Evadys                                                                         | Jours de fonctionnement L, Ma, Me, J, V                                                                                | Jour / Soir / Nuit / Fêtes O / N / N / N                                                                               | Voy. / an — | Transporteur VFD |
| T71   | Desserte : - Villes et lieux desservis : Vaujany, Oz, Allemont et Le Bourg-d'Oisans - Stations et gares desservies : Aucune. | | | | | | | | |
| T71   | Autre : - Zones traversées : C. - Arrêts non accessibles aux UFR : N.C. - Amplitudes horaires : La ligne fonctionne du lundi au vendredi à raison de deux allers-retours par jour. Elle est le pendant régulier sur la ligne T70. - Date de dernière mise à jour : 8 août 2021. | | | | | | | | |
| T71   | Dernière actualisation : — | | | | | | | | |
| T73   | Les Deux Alpes — Agence Cars Région VFD ⥋ Le Bourg-d'Oisans — Agence Cars Région VFD (Grenoble — Gare routière en été) | Les Deux Alpes — Agence Cars Région VFD ⥋ Le Bourg-d'Oisans — Agence Cars Région VFD (Grenoble — Gare routière en été) | Les Deux Alpes — Agence Cars Région VFD ⥋ Le Bourg-d'Oisans — Agence Cars Région VFD (Grenoble — Gare routière en été) | Les Deux Alpes — Agence Cars Région VFD ⥋ Le Bourg-d'Oisans — Agence Cars Région VFD (Grenoble — Gare routière en été) | Les Deux Alpes — Agence Cars Région VFD ⥋ Le Bourg-d'Oisans — Agence Cars Région VFD (Grenoble — Gare routière en été) | Les Deux Alpes — Agence Cars Région VFD ⥋ Le Bourg-d'Oisans — Agence Cars Région VFD (Grenoble — Gare routière en été) | Les Deux Alpes — Agence Cars Région VFD ⥋ Le Bourg-d'Oisans — Agence Cars Région VFD (Grenoble — Gare routière en été) | Les Deux Alpes — Agence Cars Région VFD ⥋ Le Bourg-d'Oisans — Agence Cars Région VFD (Grenoble — Gare routière en été) | Les Deux Alpes — Agence Cars Région VFD ⥋ Le Bourg-d'Oisans — Agence Cars Région VFD (Grenoble — Gare routière en été) |
| T73   | Ouverture / Fermeture — / — | Longueur — | Durée 43 (93) min | Nb. d’arrêts 14 (15)                                                                                                   | Matériel Iveco Bus Crossway / Iveco Bus Evadys                                                                         | Jours de fonctionnement L, Ma, Me, J, V, S, D                                                                          | Jour / Soir / Nuit / Fêtes O / N / N / O                                                                               | Voy. / an — | Transporteur VFD |
| T73   | Desserte : - Villes et lieux desservis : Les Deux Alpes, Le Freney-d'Oisans, Auris-en-Oisans et Le Bourg-d'Oisans - Stations et gares desservies : Gare de Grenoble. | | | | | | | | |
| T73   | Autre : - Zones traversées : A et C. - Arrêts non accessibles aux UFR : N.C. - Amplitudes horaires : La ligne fonctionne du lundi au vendredi à raison de six allers-retours par jour et les samedis, dimanches et fêtes à raison de trois allers-retours par jour. - Particularités : - En période scolaire, certains services desservent le collège des six vallées au Bourg-d'Oisans ; - En été, la ligne est prolongée à la gare de Grenoble sans aucun autre arrêt intermédiaire. - Date de dernière mise à jour : 8 août 2021. | | | | | | | | |
| T73   | Dernière actualisation : — | | | | | | | | |
| T75   | Le Bourg-d'Oisans — Agence Cars Région VFD ⥋ Grenoble — Gare routière | Le Bourg-d'Oisans — Agence Cars Région VFD ⥋ Grenoble — Gare routière                                                  | Le Bourg-d'Oisans — Agence Cars Région VFD ⥋ Grenoble — Gare routière                                                  | Le Bourg-d'Oisans — Agence Cars Région VFD ⥋ Grenoble — Gare routière                                                  | Le Bourg-d'Oisans — Agence Cars Région VFD ⥋ Grenoble — Gare routière                                                  | Le Bourg-d'Oisans — Agence Cars Région VFD ⥋ Grenoble — Gare routière                                                  | Le Bourg-d'Oisans — Agence Cars Région VFD ⥋ Grenoble — Gare routière                                                  | Le Bourg-d'Oisans — Agence Cars Région VFD ⥋ Grenoble — Gare routière                                                  | Le Bourg-d'Oisans — Agence Cars Région VFD ⥋ Grenoble — Gare routière                                                  |
| T75   | Ouverture / Fermeture — / — | Longueur — | Durée 90 min | Nb. d’arrêts 14 (15)                                                                                                   | Matériel Iveco Bus Crossway / Iveco Bus Evadys                                                                         | Jours de fonctionnement L, Ma, Me, J, V, S, D                                                                          | Jour / Soir / Nuit / Fêtes O / N / N / O                                                                               | Voy. / an — | Transporteur VFD |
| T75   | Desserte : - Villes et lieux desservis : Le Bourg-d'Oisans, Livet-et-Gavet, Séchilienne, Vizille, Champagnier, Pont-de-Claix, Échirolles et Grenoble - Stations et gares desservies : Gare de Jarrie - Vizille, Pont de Claix - L'Étoile (A), Louise Michel (E), Alliés (E), Vallier-Libération (C et E), Alsace-Lorraine (A, B et E) et Gare de Grenoble. | | | | | | | | |
| T75   | Autre : - Zones traversées : A et C. - Arrêts non accessibles aux UFR : N.C. - Amplitudes horaires : La ligne fonctionne du lundi au vendredi de 5 h 50 à 20 h 50, les samedi à raison de sept allers-retours par jour et les dimanches et fêtes à raison de quatre allers-retours par jour. - Date de dernière mise à jour : 8 août 2021. | | | | | | | | |
| T75   | Dernière actualisation : — | | | | | | | | |
| T76   | Huez — Paganon ⥋ Le Bourg-d'Oisans — Agence Cars Région VFD | Huez — Paganon ⥋ Le Bourg-d'Oisans — Agence Cars Région VFD                                                            | Huez — Paganon ⥋ Le Bourg-d'Oisans — Agence Cars Région VFD                                                            | Huez — Paganon ⥋ Le Bourg-d'Oisans — Agence Cars Région VFD                                                            | Huez — Paganon ⥋ Le Bourg-d'Oisans — Agence Cars Région VFD                                                            | Huez — Paganon ⥋ Le Bourg-d'Oisans — Agence Cars Région VFD                                                            | Huez — Paganon ⥋ Le Bourg-d'Oisans — Agence Cars Région VFD                                                            | Huez — Paganon ⥋ Le Bourg-d'Oisans — Agence Cars Région VFD                                                            | Huez — Paganon ⥋ Le Bourg-d'Oisans — Agence Cars Région VFD                                                            |
| T76   | Ouverture / Fermeture — / — | Longueur — | Durée 45 min | Nb. d’arrêts 18 | Matériel Iveco Bus Crossway / Iveco Bus Evadys                                                                         | Jours de fonctionnement L, Ma, Me, J, V, S, D                                                                          | Jour / Soir / Nuit / Fêtes O / N / N / O                                                                               | Voy. / an — | Transporteur VFD |
| T76   | Desserte : - Villes et lieux desservis : Huez, La Garde et Le Bourg-d'Oisans - Stations et gares desservies : Aucune. | | | | | | | | |
| T76   | Autre : - Zones traversées : C. - Arrêts non accessibles aux UFR : N.C. - Amplitudes horaires : La ligne fonctionne du lundi au vendredi de 6 h à 19 h 5 et les samedis, dimanches et fêtes à raison de trois allers-retours par jour. - Date de dernière mise à jour : 8 août 2021. | | | | | | | | |
| T76   | Dernière actualisation : — | | | | | | | | |
| T77   | Saint-Christophe-en-Oisans — La Bérarde ⥋ Le Bourg-d'Oisans — Agence Cars Région VFD | Saint-Christophe-en-Oisans — La Bérarde ⥋ Le Bourg-d'Oisans — Agence Cars Région VFD                                   | Saint-Christophe-en-Oisans — La Bérarde ⥋ Le Bourg-d'Oisans — Agence Cars Région VFD                                   | Saint-Christophe-en-Oisans — La Bérarde ⥋ Le Bourg-d'Oisans — Agence Cars Région VFD                                   | Saint-Christophe-en-Oisans — La Bérarde ⥋ Le Bourg-d'Oisans — Agence Cars Région VFD                                   | Saint-Christophe-en-Oisans — La Bérarde ⥋ Le Bourg-d'Oisans — Agence Cars Région VFD                                   | Saint-Christophe-en-Oisans — La Bérarde ⥋ Le Bourg-d'Oisans — Agence Cars Région VFD                                   | Saint-Christophe-en-Oisans — La Bérarde ⥋ Le Bourg-d'Oisans — Agence Cars Région VFD                                   | Saint-Christophe-en-Oisans — La Bérarde ⥋ Le Bourg-d'Oisans — Agence Cars Région VFD                                   |
| T77   | Ouverture / Fermeture — / — | Longueur — | Durée 50 min | Nb. d’arrêts 14 | Matériel Iveco Bus Crossway / Iveco Bus Evadys                                                                         | Jours de fonctionnement L, Ma, Me, J, V, S, D                                                                          | Jour / Soir / Nuit / Fêtes O / N / N / O                                                                               | Voy. / an — | Transporteur VFD |
| T77   | Desserte : - Villes et lieux desservis : Saint-Christophe-en-Oisans, Les Deux Alpes, Auris-en-Oisans et Le Bourg-d'Oisans - Stations et gares desservies : Aucune. | | | | | | | | |
| T77   | Autre : - Zones traversées : C. - Arrêts non accessibles aux UFR : N.C. - Amplitudes horaires : - En juillet et août, la ligne fonctionne tous les jours à raison de deux allers-retours par jour ; - En dehors de la période estivale, un à deux allers-retours sont ajoutés les jours de fonctionnement de la télécabine de Venosc. - Date de dernière mise à jour : 8 août 2021. | | | | | | | | |
| T77   | Dernière actualisation : — | | | | | | | | |

#### Lignes T80 à T89
À partir de la rentrée de septembre 2024, le réseau Tougo et TAG fusionnent, devenant M réso, par conséquent les lignes du Grésivaudan (sauf T83) intègreront le réseau M réso ainsi que leur gestion et ne seront plus géré par la région,.
| Ligne | Caractéristiques | Caractéristiques                                                                                         | Caractéristiques                                                                                         | Caractéristiques                                                                                         | Caractéristiques                                                                                         | Caractéristiques                                                                                         | Caractéristiques                                                                                         | Caractéristiques                                                                                         | Caractéristiques                                                                                         |
| T80   | Crolles — Le Brocey / Le Coteau ⥋ Grenoble — Verdun - Préfecture | Crolles — Le Brocey / Le Coteau ⥋ Grenoble — Verdun - Préfecture                                         | Crolles — Le Brocey / Le Coteau ⥋ Grenoble — Verdun - Préfecture                                         | Crolles — Le Brocey / Le Coteau ⥋ Grenoble — Verdun - Préfecture                                         | Crolles — Le Brocey / Le Coteau ⥋ Grenoble — Verdun - Préfecture                                         | Crolles — Le Brocey / Le Coteau ⥋ Grenoble — Verdun - Préfecture                                         | Crolles — Le Brocey / Le Coteau ⥋ Grenoble — Verdun - Préfecture                                         | Crolles — Le Brocey / Le Coteau ⥋ Grenoble — Verdun - Préfecture                                         | Crolles — Le Brocey / Le Coteau ⥋ Grenoble — Verdun - Préfecture                                         |
| ----- | --- | --- | --- | --- | --- | --- | --- | --- | --- |
| T80   | Ouverture / Fermeture — / — | Longueur —                                                                                               | Durée 40 / 45 min                                                                                        | Nb. d’arrêts 29 / 32                                                                                     | Matériel Iveco Bus Crossway LE Natural Power                                                             | Jours de fonctionnement L, Ma, Me, J, V, S, D                                                            | Jour / Soir / Nuit / Fêtes O / O / N / O                                                                 | Voy. / an —                                                                                              | Transporteur VFD                                                                                         |
| T80   | Desserte : - Villes et lieux desservis : Crolles, Bernin, Saint-Nazaire-les-Eymes, Saint-Ismier, Montbonnot-Saint-Martin, Meylan, La Tronche et Grenoble - Stations et gares desservies : Sablons (B), Hôtel de Ville (C) et Verdun - Préfecture (A). | | | | | | | | |
| T80   | Autre : - Zones traversées : A et B. - Arrêts non accessibles aux UFR : N.C. - Amplitudes horaires : La ligne fonctionne du lundi au vendredi de 6 h à 21 h 40, le samedi de 6 h 30 à 21 h 40 et les dimanches et fêtes de 7 h 25 à 21 h 45 environ. - Particularités : En période scolaire, des départs sont ajoutés entre l'arrêt Le Coteau à Crolles et la gare de Grenoble. Cette ligne effectue des services scolaires en desservant le Lycée du Grésivaudan. Les Dimanche & Jours Fériés, la ligne est prolongée jusqu'à Crolles le Coteau. - Date de dernière mise à jour : 8 août 2021. | | | | | | | | |
| T80   | Dernière actualisation : — | | | | | | | | |
| T81   | Bernin — Cloyères ⥋ Gières — Gare Universités | Bernin — Cloyères ⥋ Gières — Gare Universités                                                            | Bernin — Cloyères ⥋ Gières — Gare Universités                                                            | Bernin — Cloyères ⥋ Gières — Gare Universités                                                            | Bernin — Cloyères ⥋ Gières — Gare Universités                                                            | Bernin — Cloyères ⥋ Gières — Gare Universités                                                            | Bernin — Cloyères ⥋ Gières — Gare Universités                                                            | Bernin — Cloyères ⥋ Gières — Gare Universités                                                            | Bernin — Cloyères ⥋ Gières — Gare Universités                                                            |
| T81   | Ouverture / Fermeture — / — | Longueur —                                                                                               | Durée 39 min                                                                                             | Nb. d’arrêts 33                                                                                          | Matériel Iveco Bus Crossway                                                                              | Jours de fonctionnement L, Ma, Me, J, V                                                                  | Jour / Soir / Nuit / Fêtes O / N / N / N                                                                 | Voy. / an —                                                                                              | Transporteur VFD                                                                                         |
| T81   | Desserte : - Villes et lieux desservis : Bernin, Crolles, Saint-Nazaire-les-Eymes, Saint-Ismier, Biviers, Montbonnot-Saint-Martin, Meylan, Saint-Martin-d'Hères et Gières - Stations et gares desservies : Condillac Universités (C) et Gare de Grenoble-Universités-Gières. | | | | | | | | |
| T81   | Autre : - Zones traversées : A et B. - Arrêts non accessibles aux UFR : N.C. - Amplitudes horaires : La ligne fonctionne du lundi au vendredi de 6 h 30 à 20 h 30 environ. - Date de dernière mise à jour : 5 septembre 2023. | | | | | | | | |
| T81   | Dernière actualisation : — | | | | | | | | |
| T82   | Saint-Nazaire-les-Eymes — Mairie ⥋ La Tronche — Grand Sablon | Saint-Nazaire-les-Eymes — Mairie ⥋ La Tronche — Grand Sablon                                             | Saint-Nazaire-les-Eymes — Mairie ⥋ La Tronche — Grand Sablon                                             | Saint-Nazaire-les-Eymes — Mairie ⥋ La Tronche — Grand Sablon                                             | Saint-Nazaire-les-Eymes — Mairie ⥋ La Tronche — Grand Sablon                                             | Saint-Nazaire-les-Eymes — Mairie ⥋ La Tronche — Grand Sablon                                             | Saint-Nazaire-les-Eymes — Mairie ⥋ La Tronche — Grand Sablon                                             | Saint-Nazaire-les-Eymes — Mairie ⥋ La Tronche — Grand Sablon                                             | Saint-Nazaire-les-Eymes — Mairie ⥋ La Tronche — Grand Sablon                                             |
| T82   | Ouverture / Fermeture — / — | Longueur —                                                                                               | Durée 45 min                                                                                             | Nb. d’arrêts 24                                                                                          | Matériel Iveco Bus Crossway                                                                              | Jours de fonctionnement L, Ma, Me, J, V                                                                  | Jour / Soir / Nuit / Fêtes O / N / N / N                                                                 | Voy. / an —                                                                                              | Transporteur VFD                                                                                         |
| T82   | Desserte : - Villes et lieux desservis : Saint-Nazaire-les-Eymes, Saint-Ismier, Montbonnot-Saint-Martin, Meylan, Corenc et La Tronche - Stations et gares desservies : La Tronche Hôpital (B) et La Tronche Grand Sablon (B). | | | | | | | | |
| T82   | Autre : - Zones traversées : A et B. - Arrêts non accessibles aux UFR : N.C. - Amplitudes horaires : La ligne fonctionne du lundi au vendredi à raison de trois à quatre allers-retours par jour. - Date de dernière mise à jour : 8 août 2021. | | | | | | | | |
| T82   | Dernière actualisation : — | | | | | | | | |
| T83   | Chambéry — Gare routière ⥋ Grenoble — Gare routière | Chambéry — Gare routière ⥋ Grenoble — Gare routière                                                      | Chambéry — Gare routière ⥋ Grenoble — Gare routière                                                      | Chambéry — Gare routière ⥋ Grenoble — Gare routière                                                      | Chambéry — Gare routière ⥋ Grenoble — Gare routière                                                      | Chambéry — Gare routière ⥋ Grenoble — Gare routière                                                      | Chambéry — Gare routière ⥋ Grenoble — Gare routière                                                      | Chambéry — Gare routière ⥋ Grenoble — Gare routière                                                      | Chambéry — Gare routière ⥋ Grenoble — Gare routière                                                      |
| T83   | Ouverture / Fermeture — / — | Longueur —                                                                                               | Durée 86 min                                                                                             | Nb. d’arrêts 29                                                                                          | Matériel Iveco Bus Crossway Natural Power                                                                | Jours de fonctionnement L, Ma, Me, J, V, S, D                                                            | Jour / Soir / Nuit / Fêtes O / N / N / O                                                                 | Voy. / an —                                                                                              | Transporteur VFD                                                                                         |
| T83   | Desserte : - Villes et lieux desservis : Chambéry, Bassens, Saint-Alban-Leysse, La Ravoire, Challes-les-Eaux, Saint-Jeoire-Prieuré, Les Marches, Chapareillan, Barraux, La Buissière, Sainte-Marie-d'Alloix, Le Touvet, Montbonnot-Saint-Martin, La Tronche et Grenoble - Stations et gares desservies : Gare de Chambéry - Challes-les-Eaux, Sablons (B), Hôtel de Ville (C), Chavant (A et C), Victor Hugo (A et B) et Gare de Grenoble. | | | | | | | | |
| T83   | Autre : - Zones traversées : A, B et S. - Arrêts accessibles aux UFR : Grenoble - Gare Routière, Gares, Docteur Mazet, Victor Hugo, Grenoble - Hôtel de Ville, La Tronche - Sablons, Montbonnot-Saint-Martin - Pré-de-l'Eau, La Ravoire - Z.I. Mollard, Saint-Alban-Leysse - Quinquin, Bassens - Centre Commercial, Chambéry - Joppet. - Amplitudes horaires : La ligne fonctionne du lundi au vendredi à raison de six allers-retours par jour et les samedis, dimanches et fêtes à raison de quatre allers-retours par jour. - Particularités : En période scolaire, un aller le lundi et un retour le vendredi sont assurés pour la desserte des établissements scolaires de La Ravoire depuis Grenoble. - Date de dernière mise à jour : 8 août 2021. | | | | | | | | |
| T83   | Dernière actualisation : — | | | | | | | | |
| T84   | Le Touvet — Grandes Terres ⥋ Grenoble — Gare Routière | Le Touvet — Grandes Terres ⥋ Grenoble — Gare Routière                                                    | Le Touvet — Grandes Terres ⥋ Grenoble — Gare Routière                                                    | Le Touvet — Grandes Terres ⥋ Grenoble — Gare Routière                                                    | Le Touvet — Grandes Terres ⥋ Grenoble — Gare Routière                                                    | Le Touvet — Grandes Terres ⥋ Grenoble — Gare Routière                                                    | Le Touvet — Grandes Terres ⥋ Grenoble — Gare Routière                                                    | Le Touvet — Grandes Terres ⥋ Grenoble — Gare Routière                                                    | Le Touvet — Grandes Terres ⥋ Grenoble — Gare Routière                                                    |
| T84   | Ouverture / Fermeture — / — | Longueur —                                                                                               | Durée 65 min                                                                                             | Nb. d’arrêts 34                                                                                          | Matériel Iveco Bus Crossway Natural Power                                                                | Jours de fonctionnement L, Ma, Me, J, V, S, D                                                            | Jour / Soir / Nuit / Fêtes O / N / N / O                                                                 | Voy. / an —                                                                                              | Transporteur VFD                                                                                         |
| T84   | Desserte : - Villes et lieux desservis : Le Touvet, La Terrasse, Lumbin, Crolles, Bernin, Montbonnot-Saint-Martin, La Tronche et Grenoble - Stations et gares desservies : Sablons (B), Hôtel de Ville (C), Chavant (A et C), Victor Hugo (A et B) et Gare de Grenoble. | | | | | | | | |
| T84   | Autre : - Zones traversées : A et B. - Arrêts accessibles aux UFR : Grenoble - Gare Routière, Gares, Docteur Mazet, Victor Hugo, Chavant, Grenoble - Hôtel de Ville, La Tronche - Sablons, Montbonnot-Saint-Martin - Pré-de-l'Eau, Crolles - Saint Microelectroniques, Le Rafour-Monnet, Les Pompiers, Le Brocey (Stade), Le Coteau, Lumbin - Le Village, La Gare, La Terrasse - Le Carré, Le Touvet - Grandes Terres. - Amplitudes horaires : La ligne fonctionne du lundi au vendredi à raison de sept allers-retours par jour et les samedis, dimanches et fêtes à raison de quatre allers-retours par jour. - Date de dernière mise à jour : 8 août 2021. | | | | | | | | |
| T84   | Dernière actualisation : — | | | | | | | | |
| T85   | Plateau-des-Petites-Roches — Col de Marcieu ⥋ La Tronche — Grand Sablon | Plateau-des-Petites-Roches — Col de Marcieu ⥋ La Tronche — Grand Sablon                                  | Plateau-des-Petites-Roches — Col de Marcieu ⥋ La Tronche — Grand Sablon                                  | Plateau-des-Petites-Roches — Col de Marcieu ⥋ La Tronche — Grand Sablon                                  | Plateau-des-Petites-Roches — Col de Marcieu ⥋ La Tronche — Grand Sablon                                  | Plateau-des-Petites-Roches — Col de Marcieu ⥋ La Tronche — Grand Sablon                                  | Plateau-des-Petites-Roches — Col de Marcieu ⥋ La Tronche — Grand Sablon                                  | Plateau-des-Petites-Roches — Col de Marcieu ⥋ La Tronche — Grand Sablon                                  | Plateau-des-Petites-Roches — Col de Marcieu ⥋ La Tronche — Grand Sablon                                  |
| T85   | Ouverture / Fermeture — / — | Longueur —                                                                                               | Durée 60 min                                                                                             | Nb. d’arrêts 34                                                                                          | Matériel Iveco Bus Crossway / Irisbus Bus Crossway                                                       | Jours de fonctionnement L, Ma, Me, J, V, S, D                                                            | Jour / Soir / Nuit / Fêtes O / N / N / O                                                                 | Voy. / an —                                                                                              | Transporteur Philibert                                                                                   |
| T85   | Desserte : - Villes et lieux desservis : Plateau-des-Petites-Roches, Saint-Nazaire-les-Eymes, Saint-Ismier, Montbonnot-Saint-Martin, Meylan, Corenc et La Tronche - Stations et gares desservies : La Tronche Hôpital (B) et La Tronche Grand Sablon (B). | | | | | | | | |
| T85   | Autre : - Zones traversées : A et B. - Arrêts accessibles aux UFR : Grand Sablon, Hôpital Michallon, La Tronche Hôpital, Musée Hébert, Meylan - Jules Flandrin, Corenc - Revirée Sayettes, Meylan - Chaumetière, Lycée du Grésivaudan-Bachais, Monbonnot-Saint-Martin - La Gare, Saint-Ismier - Collège Grésivaudan, Saint-Nazaire-les-Eymes - Les Eymes Route Départementale 1090, Plateau-des-Petites-Roches - École des Gaudes. - Amplitudes horaires : La ligne fonctionne du lundi au vendredi à raison de quatre à six allers-retours par jour, le samedi à raison de trois allers-retours par jour et les dimanches et fêtes à raison de deux allers-retours par jour. - Date de dernière mise à jour : 8 août 2021. | | | | | | | | |
| T85   | Dernière actualisation : — | | | | | | | | |
| T86   | Allevard — Collège ⥋ Grenoble — Gare routière | Allevard — Collège ⥋ Grenoble — Gare routière                                                            | Allevard — Collège ⥋ Grenoble — Gare routière                                                            | Allevard — Collège ⥋ Grenoble — Gare routière                                                            | Allevard — Collège ⥋ Grenoble — Gare routière                                                            | Allevard — Collège ⥋ Grenoble — Gare routière                                                            | Allevard — Collège ⥋ Grenoble — Gare routière                                                            | Allevard — Collège ⥋ Grenoble — Gare routière                                                            | Allevard — Collège ⥋ Grenoble — Gare routière                                                            |
| T86   | Ouverture / Fermeture — / — | Longueur —                                                                                               | Durée 65 min                                                                                             | Nb. d’arrêts 34                                                                                          | Matériel Iveco Bus Crossway Natural Power                                                                | Jours de fonctionnement L, Ma, Me, J, V, S, D                                                            | Jour / Soir / Nuit / Fêtes O / N / N / O                                                                 | Voy. / an —                                                                                              | Transporteur SAT Montmélian VFD                                                                          |
| T86   | Desserte : - Villes et lieux desservis : Allevard, Crêts-en-Belledonne, Goncelin, Tencin, La Pierre, Le Champ-près-Froges, Froges, Villard-Bonnot, Le Versoud, Domène, Montbonnot-Saint-Martin, La Tronche et Grenoble - Stations et gares desservies : Gare de Goncelin, Sablons (B), Hôtel de Ville (C), Chavant (A et C), Victor Hugo (A et B) et Gare de Grenoble. | | | | | | | | |
| T86   | Autre : - Zones traversées : A et B. - Arrêts accessibles aux UFR : Grenoble - Gare Routière, Gares, Docteur Mazet, Chavant, Grenoble - Hôtel de Ville, La Tronche - Sablons, Montbonnot-Saint-Martin - Pré-de-l'Eau, Domène - Mairie, Les Arnauds, Le Versoud - La Charrière, Belle Plaine, Villard-Bonnot - Cité des Roses, Madone, Lycée (Route Départementale 523), Brignoud Centre, Froges - Cité Jardins, Pré du Chêne, Coquillard, Le Champs-Près-Froges - Le Bas, Champalaud, La Pierre - Carrefour Route Départementale 523, Tencin - Pré Sec, Le Clos du Cèdre, Goncelin - Collège-Route Départementale 523. - Amplitudes horaires : La ligne fonctionne du lundi au vendredi de 6 h 5 à 20 h 20 et les samedis, dimanches et fêtes à raison de quatre à six allers-retours par jour. - Particularités : En période scolaire, un ou deux allers-retours par jour sont ajoutés via Froges, Villard-Bonnot, Le Versoud et Domène. En semaine, deux aller-retours ne désert pas les arrêts entre Le Champ-près-Froges et Gare de Goncelin, il emprunte directement l'autoroute entre Montbonnot-Saint-Martin et Gare de Goncelin. - Date de dernière mise à jour : 29 août 2022. | | | | | | | | |
| T86   | Dernière actualisation : — | | | | | | | | |
| T87   | Chamrousse — Chamrousse 1750 ⥋ Gières — Gare Universités (Grenoble — Gare Routière le weekend et en été) | Chamrousse — Chamrousse 1750 ⥋ Gières — Gare Universités (Grenoble — Gare Routière le weekend et en été) | Chamrousse — Chamrousse 1750 ⥋ Gières — Gare Universités (Grenoble — Gare Routière le weekend et en été) | Chamrousse — Chamrousse 1750 ⥋ Gières — Gare Universités (Grenoble — Gare Routière le weekend et en été) | Chamrousse — Chamrousse 1750 ⥋ Gières — Gare Universités (Grenoble — Gare Routière le weekend et en été) | Chamrousse — Chamrousse 1750 ⥋ Gières — Gare Universités (Grenoble — Gare Routière le weekend et en été) | Chamrousse — Chamrousse 1750 ⥋ Gières — Gare Universités (Grenoble — Gare Routière le weekend et en été) | Chamrousse — Chamrousse 1750 ⥋ Gières — Gare Universités (Grenoble — Gare Routière le weekend et en été) | Chamrousse — Chamrousse 1750 ⥋ Gières — Gare Universités (Grenoble — Gare Routière le weekend et en été) |
| T87   | Ouverture / Fermeture — / — | Longueur —                                                                                               | Durée 53 (69) min                                                                                        | Nb. d’arrêts 18 (25)                                                                                     | Matériel Iveco Bus Crossway / Iveco Bus Evadys                                                           | Jours de fonctionnement L, Ma, Me, J, V, S, D                                                            | Jour / Soir / Nuit / Fêtes O / N / N / O                                                                 | Voy. / an —                                                                                              | Transporteur VFD                                                                                         |
| T87   | Desserte : - Villes et lieux desservis : Chamrousse, Saint-Martin-d'Uriage, Venon, Gières, Saint-Martin-d'Hères et Grenoble - Stations et gares desservies : Gare de Grenoble-Universités-Gières, Verdun - Préfecture (A et B), Victor Hugo (A et B) et Gare de Grenoble. | | | | | | | | |
| T87   | Autre : - Zones traversées : A et B. - Arrêts accessibles aux UFR : Grenoble - Gare Routière, Victor Hugo, Verdun-Préfecture, Bir-Hakeim, Neyrpic-Belledonne, Clinique Belledonne, Champ Roman, Gières - Gare Universités, Edelwiss, Saint-Martin-d'Uriage - Mairie. - Amplitudes horaires : La ligne fonctionne du lundi au vendredi à raison d'un aller-retour par jour et les samedis, dimanches et fêtes à raison de trois allers-retours par jour. - Particularités : En période estivale et le weekend, la ligne est prolongée à la gare de Grenoble. Les jours où les navettes Transaltitude fonctionnent, la ligne T87 n'est pas assurée. - Date de dernière mise à jour : 8 août 2021. | | | | | | | | |
| T87   | Dernière actualisation : — | | | | | | | | |
| T88   | Saint-Martin-d'Uriage — Le Pinet d'Uriage ⥋ Saint-Martin-d'Hères — Bibliothèques Universitaires | Saint-Martin-d'Uriage — Le Pinet d'Uriage ⥋ Saint-Martin-d'Hères — Bibliothèques Universitaires          | Saint-Martin-d'Uriage — Le Pinet d'Uriage ⥋ Saint-Martin-d'Hères — Bibliothèques Universitaires          | Saint-Martin-d'Uriage — Le Pinet d'Uriage ⥋ Saint-Martin-d'Hères — Bibliothèques Universitaires          | Saint-Martin-d'Uriage — Le Pinet d'Uriage ⥋ Saint-Martin-d'Hères — Bibliothèques Universitaires          | Saint-Martin-d'Uriage — Le Pinet d'Uriage ⥋ Saint-Martin-d'Hères — Bibliothèques Universitaires          | Saint-Martin-d'Uriage — Le Pinet d'Uriage ⥋ Saint-Martin-d'Hères — Bibliothèques Universitaires          | Saint-Martin-d'Uriage — Le Pinet d'Uriage ⥋ Saint-Martin-d'Hères — Bibliothèques Universitaires          | Saint-Martin-d'Uriage — Le Pinet d'Uriage ⥋ Saint-Martin-d'Hères — Bibliothèques Universitaires          |
| T88   | Ouverture / Fermeture — / — | Longueur —                                                                                               | Durée 40 min                                                                                             | Nb. d’arrêts 29                                                                                          | Matériel Iveco Bus Crossway                                                                              | Jours de fonctionnement L, Ma, Me, J, V, S                                                               | Jour / Soir / Nuit / Fêtes O / N / N / N                                                                 | Voy. / an —                                                                                              | Transporteur VFD                                                                                         |
| T88   | Desserte : - Villes et lieux desservis : Saint-Martin-d'Uriage, Venon, Gières et Saint-Martin-d'Hères - Stations et gares desservies : Gare de Grenoble-Universités-Gières, Bibliothèques universitaires (B et C). | | | | | | | | |
| T88   | Autre : - Zones traversées : A et B. - Arrêts accessibles aux UFR : Bibliothèques Universitaires, Universités Biologie, Gières - Gare Universités, Saint-Martin-d'Uriage - Mairie. - Amplitudes horaires : La ligne fonctionne du lundi au vendredi à raison de neuf allers-retours par jour et le samedi à raison de quatre allers-retours par jour. - Date de dernière mise à jour : 8 août 2021. | | | | | | | | |
| T88   | Dernière actualisation : — | | | | | | | | |
| T89   | Vaulnaveys-le-Haut — Belmont ⥋ Saint-Martin-d'Hères — Bibliothèques Universitaires | Vaulnaveys-le-Haut — Belmont ⥋ Saint-Martin-d'Hères — Bibliothèques Universitaires                       | Vaulnaveys-le-Haut — Belmont ⥋ Saint-Martin-d'Hères — Bibliothèques Universitaires                       | Vaulnaveys-le-Haut — Belmont ⥋ Saint-Martin-d'Hères — Bibliothèques Universitaires                       | Vaulnaveys-le-Haut — Belmont ⥋ Saint-Martin-d'Hères — Bibliothèques Universitaires                       | Vaulnaveys-le-Haut — Belmont ⥋ Saint-Martin-d'Hères — Bibliothèques Universitaires                       | Vaulnaveys-le-Haut — Belmont ⥋ Saint-Martin-d'Hères — Bibliothèques Universitaires                       | Vaulnaveys-le-Haut — Belmont ⥋ Saint-Martin-d'Hères — Bibliothèques Universitaires                       | Vaulnaveys-le-Haut — Belmont ⥋ Saint-Martin-d'Hères — Bibliothèques Universitaires                       |
| T89   | Ouverture / Fermeture — / — | Longueur —                                                                                               | Durée 35 min                                                                                             | Nb. d’arrêts 23                                                                                          | Matériel Iveco Bus Crossway                                                                              | Jours de fonctionnement L, Ma, Me, J, V                                                                  | Jour / Soir / Nuit / Fêtes O / N / N / N                                                                 | Voy. / an —                                                                                              | Transporteur VFD                                                                                         |
| T89   | Desserte : - Villes et lieux desservis : Vaulnaveys-le-Haut, Saint-Martin-d'Uriage, Venon, Gières et Saint-Martin-d'Hères - Stations et gares desservies : Gare de Grenoble-Universités-Gières, Bibliothèques universitaires (B et C). | | | | | | | | |
| T89   | Autre : - Zones traversées : A et B. - Arrêts accessibles aux UFR : Bibliothèques Universitaires, Universités Biologie, Gières - Gare Universités. - Amplitudes horaires : La ligne fonctionne du lundi au vendredi à raison de trois allers-retours par jour. - Date de dernière mise à jour : 8 août 2021. | | | | | | | | |
| T89   | Dernière actualisation : — | | | | | | | | |

#### Lignes T90 à T99
| Ligne | Caractéristiques | Caractéristiques                                                                           | Caractéristiques                                                                           | Caractéristiques                                                                           | Caractéristiques                                                                           | Caractéristiques                                                                           | Caractéristiques                                                                           | Caractéristiques                                                                           | Caractéristiques                                                                           |
| T90   | Corps — Place Napoléon / La Mure — République ⥋ Grenoble — Gare routière | Corps — Place Napoléon / La Mure — République ⥋ Grenoble — Gare routière                   | Corps — Place Napoléon / La Mure — République ⥋ Grenoble — Gare routière                   | Corps — Place Napoléon / La Mure — République ⥋ Grenoble — Gare routière                   | Corps — Place Napoléon / La Mure — République ⥋ Grenoble — Gare routière                   | Corps — Place Napoléon / La Mure — République ⥋ Grenoble — Gare routière                   | Corps — Place Napoléon / La Mure — République ⥋ Grenoble — Gare routière                   | Corps — Place Napoléon / La Mure — République ⥋ Grenoble — Gare routière                   | Corps — Place Napoléon / La Mure — République ⥋ Grenoble — Gare routière                   |
| ----- | --- | ------------------------------------------------------------------------------------------ | ------------------------------------------------------------------------------------------ | ------------------------------------------------------------------------------------------ | ------------------------------------------------------------------------------------------ | ------------------------------------------------------------------------------------------ | ------------------------------------------------------------------------------------------ | ------------------------------------------------------------------------------------------ | ------------------------------------------------------------------------------------------ |
| T90   | Ouverture / Fermeture — / — | Longueur —                                                                                 | Durée 90 min                                                                               | Nb. d’arrêts 52                                                                            | Matériel Iveco Bus Crossway                                                                | Jours de fonctionnement L, Ma, Me, J, V, S, D                                              | Jour / Soir / Nuit / Fêtes O / N / N / O                                                   | Voy. / an —                                                                                | Transporteur VFD                                                                           |
| T90   | Desserte : - Villes et lieux desservis : Corps, Les Côtes-de-Corps, Sainte-Luce, Quet-en-Beaumont, La Salle-en-Beaumont, Saint-Laurent-en-Beaumont, Sousville, La Mure, Susville, Pierre-Châtel, Saint-Théoffrey, Laffrey, Notre-Dame-de-Mésage, Vizille, Jarrie, Champagnier, Pont-de-Claix, Échirolles et Grenoble - Stations et gares desservies : Gare de La Mure, Gare de Jarrie - Vizille, Pont de Claix - L'Étoile (A), Louise Michel (E), Alliés (E), Vallier-Libération (C et E), Alsace-Lorraine (A, B et E) et Gare de Grenoble. |                                                                                            |                                                                                            |                                                                                            |                                                                                            |                                                                                            |                                                                                            |                                                                                            |                                                                                            |
| T90   | Autre : - Zones traversées : A et C. - Arrêts accessibles aux UFR : Grenoble - Gare Routière, Gares, Alsace-Lorraine, Vallier-Libération, Alliés, Louise Michel, Stade Lesdiguières, Marielle Franco-Rondeau, Quinzaine, Bayard, L'Étoile, Îles de Mars, Vizille - Chantefeuille, Laffrey - Le Lac, Pierre-Châtel - Station Service, Pierre-Châtel - Ser Sigaud, La Mure - ZI les Marais, Susville - Nantizion, La Mure - Pont de la Mouche, La Mure - Docteur Ricard, Sainte-Luce - Route Nationale 8, Corps - Place Napoléon - Amplitudes horaires : La ligne fonctionne du lundi au vendredi de 6 h 30 à 19 h 55 et les samedis, dimanches et fêtes à raison d'un à deux allers-retours par jour. - Particularités : Selon les services, la ligne a pour terminus soit La Mure, soit Corps ; dans ce derniers cas, le trajet est semi-direct de Grenoble à Laffrey. - Date de dernière mise à jour : 8 août 2021. |                                                                                            |                                                                                            |                                                                                            |                                                                                            |                                                                                            |                                                                                            |                                                                                            |                                                                                            |
| T90   | Dernière actualisation : — |                                                                                            |                                                                                            |                                                                                            |                                                                                            |                                                                                            |                                                                                            |                                                                                            |                                                                                            |
| T91   | Gap — Gare SNCF ⥋ Grenoble — Gare Routière | Gap — Gare SNCF ⥋ Grenoble — Gare Routière                                                 | Gap — Gare SNCF ⥋ Grenoble — Gare Routière                                                 | Gap — Gare SNCF ⥋ Grenoble — Gare Routière                                                 | Gap — Gare SNCF ⥋ Grenoble — Gare Routière                                                 | Gap — Gare SNCF ⥋ Grenoble — Gare Routière                                                 | Gap — Gare SNCF ⥋ Grenoble — Gare Routière                                                 | Gap — Gare SNCF ⥋ Grenoble — Gare Routière                                                 | Gap — Gare SNCF ⥋ Grenoble — Gare Routière                                                 |
| T91   | Ouverture / Fermeture — / — | Longueur —                                                                                 | Durée 160 min                                                                              | Nb. d’arrêts 40                                                                            | Matériel Iveco Bus Crossway / Iveco Bus Evadys                                             | Jours de fonctionnement L, Ma, Me, J, V, S, D                                              | Jour / Soir / Nuit / Fêtes O / N / N / O                                                   | Voy. / an —                                                                                | Transporteur Cars Alpes Littoral VFD                                                       |
| T91   | Desserte : - Villes et lieux desservis : Gap, Laye, Saint-Bonnet-en-Champsaur, La Fare-en-Champsaur, Le Noyer, Chauffayer, Saint-Firmin, Aspres-lès-Corps, Corps, Les Côtes-de-Corps, Sainte-Luce, Quet-en-Beaumont, La Salle-en-Beaumont, Saint-Laurent-en-Beaumont, Sousville, La Mure, Pierre-Châtel, Laffrey, Jarrie et Grenoble - Stations et gares desservies : Gare de Gap, Alsace-Lorraine (A, B et E) et Gare de Grenoble. |                                                                                            |                                                                                            |                                                                                            |                                                                                            |                                                                                            |                                                                                            |                                                                                            |                                                                                            |
| T91   | Autre : - Zones traversées : A, C, HT1 et HT2. - Arrêts accessibles aux UFR : Grenoble - Gare Routière, Gares, Alsace-Lorraine, Vallier-Libération, Alliés, Vallier-Catane, Laffrey - Le Lac, Pierre-Châtel - Station Service, La Mure - Pont de la Mouche, La Mure - Docteur Ricard, Sainte-Luce - Route Nationale 8, Corps - Place Napoléon. - Amplitudes horaires : La ligne fonctionne tous les jours à raison de deux allers-retours par jour. - Date de dernière mise à jour : 8 août 2021. |                                                                                            |                                                                                            |                                                                                            |                                                                                            |                                                                                            |                                                                                            |                                                                                            |                                                                                            |
| T91   | Dernière actualisation : — |                                                                                            |                                                                                            |                                                                                            |                                                                                            |                                                                                            |                                                                                            |                                                                                            |                                                                                            |
| T92   | La Mure — République (La Salette-Fallavaux — Sanctuaire en été) ⥋ Grenoble — Gare Routière | La Mure — République (La Salette-Fallavaux — Sanctuaire en été) ⥋ Grenoble — Gare Routière | La Mure — République (La Salette-Fallavaux — Sanctuaire en été) ⥋ Grenoble — Gare Routière | La Mure — République (La Salette-Fallavaux — Sanctuaire en été) ⥋ Grenoble — Gare Routière | La Mure — République (La Salette-Fallavaux — Sanctuaire en été) ⥋ Grenoble — Gare Routière | La Mure — République (La Salette-Fallavaux — Sanctuaire en été) ⥋ Grenoble — Gare Routière | La Mure — République (La Salette-Fallavaux — Sanctuaire en été) ⥋ Grenoble — Gare Routière | La Mure — République (La Salette-Fallavaux — Sanctuaire en été) ⥋ Grenoble — Gare Routière | La Mure — République (La Salette-Fallavaux — Sanctuaire en été) ⥋ Grenoble — Gare Routière |
| T92   | Ouverture / Fermeture — / — | Longueur —                                                                                 | Durée 80 (140) min                                                                         | Nb. d’arrêts 42 (61)                                                                       | Matériel Iveco Bus Crossway                                                                | Jours de fonctionnement L, Ma, Me, J, V, S, D                                              | Jour / Soir / Nuit / Fêtes O / N / N / O                                                   | Voy. / an —                                                                                | Transporteur VFD                                                                           |
| T92   | Desserte : - Villes et lieux desservis : La Salette-Fallavaux, Corps, Les Côtes-de-Corps, Sainte-Luce, Quet-en-Beaumont, La Salle-en-Beaumont, Saint-Laurent-en-Beaumont, Sousville, La Mure, Susville, Pierre-Châtel, La Motte-d'Aveillans, La Motte-Saint-Martin, Monteynard, Notre-Dame-de-Commiers, Saint-Georges-de-Commiers, Champ-sur-Drac, Champagnier, Pont-de-Claix, Échirolles et Grenoble - Stations et gares desservies : Gare de La Mure, Gare de Saint-Georges-de-Commiers, Pont de Claix - L'Étoile (A), Louise Michel (E), Alliés (E), Vallier-Libération (C et E), Alsace-Lorraine (A, B et E) et Gare de Grenoble. |                                                                                            |                                                                                            |                                                                                            |                                                                                            |                                                                                            |                                                                                            |                                                                                            |                                                                                            |
| T92   | Autre : - Zones traversées : A et C. - Arrêts accessibles aux UFR : Grenoble - Gare Routière, Gares, Alsace-Lorraine, Vallier-Libération, Alliés, Louise Michel, Stade Lesdiguières, Marielle Franco-Rondeau, Quinzaine, Bayard, L'Étoile, Îles de Mars, Susville - Nantizon, Sainte-Luce - Route Nationale 8, Corps - Place Napoléon. - Amplitudes horaires : La ligne fonctionne du lundi au vendredi de 5 h 55 à 19 h 45 et le samedis à raison de six allers-retours par jour et les dimanches et fêtes à raison de deux allers-retours par jour. - Particularités : En été, un aller-retour par jour dessert le sanctuaire de Notre-Dame de La Salette. - Date de dernière mise à jour : 8 août 2021. |                                                                                            |                                                                                            |                                                                                            |                                                                                            |                                                                                            |                                                                                            |                                                                                            |                                                                                            |
| T92   | Dernière actualisation : — |                                                                                            |                                                                                            |                                                                                            |                                                                                            |                                                                                            |                                                                                            |                                                                                            |                                                                                            |
| T93   | La Morte — Jean Poncet ⥋ La Mure — République | La Morte — Jean Poncet ⥋ La Mure — République                                              | La Morte — Jean Poncet ⥋ La Mure — République                                              | La Morte — Jean Poncet ⥋ La Mure — République                                              | La Morte — Jean Poncet ⥋ La Mure — République                                              | La Morte — Jean Poncet ⥋ La Mure — République                                              | La Morte — Jean Poncet ⥋ La Mure — République                                              | La Morte — Jean Poncet ⥋ La Mure — République                                              | La Morte — Jean Poncet ⥋ La Mure — République                                              |
| T93   | Ouverture / Fermeture — / — | Longueur —                                                                                 | Durée 55 min                                                                               | Nb. d’arrêts 27                                                                            | Matériel —                                                                                 | Jours de fonctionnement L, Ma, Me, J, V, S                                                 | Jour / Soir / Nuit / Fêtes O / N / N / N                                                   | Voy. / an —                                                                                | Transporteur Groupe Perraud,                                                               |
| T93   | Desserte : - Villes et lieux desservis : La Morte, Lavaldens, La Valette, Nantes-en-Rattier, Sousville et La Mure - Stations et gares desservies : Aucune. |                                                                                            |                                                                                            |                                                                                            |                                                                                            |                                                                                            |                                                                                            |                                                                                            |                                                                                            |
| T93   | Autre : - Zones traversées : C. - Arrêts accessibles aux UFR : Sousville - La Sauze, La Mure - Le Village. - Amplitudes horaires : La ligne fonctionne du lundi au samedi à raison de deux allers-retours par jour. - Particularités : En période scolaire, le collège Louis Mauberret de La Mure est desservi une fois par jour. - Date de dernière mise à jour : 8 août 2021. |                                                                                            |                                                                                            |                                                                                            |                                                                                            |                                                                                            |                                                                                            |                                                                                            |                                                                                            |
| T93   | Dernière actualisation : — |                                                                                            |                                                                                            |                                                                                            |                                                                                            |                                                                                            |                                                                                            |                                                                                            |                                                                                            |
| T94   | Clelles — Mairie / Mens — Roger Brachet ⥋ La Mure — République | Clelles — Mairie / Mens — Roger Brachet ⥋ La Mure — République                             | Clelles — Mairie / Mens — Roger Brachet ⥋ La Mure — République                             | Clelles — Mairie / Mens — Roger Brachet ⥋ La Mure — République                             | Clelles — Mairie / Mens — Roger Brachet ⥋ La Mure — République                             | Clelles — Mairie / Mens — Roger Brachet ⥋ La Mure — République                             | Clelles — Mairie / Mens — Roger Brachet ⥋ La Mure — République                             | Clelles — Mairie / Mens — Roger Brachet ⥋ La Mure — République                             | Clelles — Mairie / Mens — Roger Brachet ⥋ La Mure — République                             |
| T94   | Ouverture / Fermeture — / — | Longueur —                                                                                 | Durée 65 / 45 min                                                                          | Nb. d’arrêts 12 / 10                                                                       | Matériel Iveco Bus Crossway                                                                | Jours de fonctionnement L, Ma, Me, J, V                                                    | Jour / Soir / Nuit / Fêtes O / N / N / N                                                   | Voy. / an —                                                                                | Transporteur VFD                                                                           |
| T94   | Desserte : - Villes et lieux desservis : Clelles, Mens, Cornillon-en-Trièves, Saint-Jean-d'Hérans et La Mure - Stations et gares desservies : Aucune. |                                                                                            |                                                                                            |                                                                                            |                                                                                            |                                                                                            |                                                                                            |                                                                                            |                                                                                            |
| T94   | Autre : - Zones traversées : C. - Arrêts accessibles aux UFR : La Mure - Docteur Ricard, Mens - Roger Brachet. - Amplitudes horaires : La ligne fonctionne du lundi au vendredi à raison d'un à deux allers-retours par jour. - Particularités : - En période scolaire, le collège Louis Mauberret de La Mure est desservi à certains services ; - Clelles est desservie le lundi matin et le vendredi soir. - Date de dernière mise à jour : 8 août 2021. |                                                                                            |                                                                                            |                                                                                            |                                                                                            |                                                                                            |                                                                                            |                                                                                            |                                                                                            |
| T94   | Dernière actualisation : — |                                                                                            |                                                                                            |                                                                                            |                                                                                            |                                                                                            |                                                                                            |                                                                                            |                                                                                            |
| T95   | Mens — Roger Brachet ⥋ Grenoble — Gare Routière | Mens — Roger Brachet ⥋ Grenoble — Gare Routière                                            | Mens — Roger Brachet ⥋ Grenoble — Gare Routière                                            | Mens — Roger Brachet ⥋ Grenoble — Gare Routière                                            | Mens — Roger Brachet ⥋ Grenoble — Gare Routière                                            | Mens — Roger Brachet ⥋ Grenoble — Gare Routière                                            | Mens — Roger Brachet ⥋ Grenoble — Gare Routière                                            | Mens — Roger Brachet ⥋ Grenoble — Gare Routière                                            | Mens — Roger Brachet ⥋ Grenoble — Gare Routière                                            |
| T95   | Ouverture / Fermeture — / — | Longueur —                                                                                 | Durée 90 min                                                                               | Nb. d’arrêts 41                                                                            | Matériel Iveco Bus Crossway                                                                | Jours de fonctionnement L, Ma, Me, J, V, S, D                                              | Jour / Soir / Nuit / Fêtes O / N / N / O                                                   | Voy. / an —                                                                                | Transporteur VFD                                                                           |
| T95   | Desserte : - Villes et lieux desservis : Mens, Prébois, Lavars, Clelles, Saint-Martin-de-Clelles, Roissard, Monestier-de-Clermont, Sinard, Avignonet, Saint-Martin-de-la-Cluze, Vif, Pont-de-Claix et Grenoble - Stations et gares desservies : Gare de Clelles - Mens, Pont de Claix - L'Étoile (A), Louise Michel (E), Alliés (E), Vallier-Libération (C et E), Alsace-Lorraine (A, B et E) et Gare de Grenoble. |                                                                                            |                                                                                            |                                                                                            |                                                                                            |                                                                                            |                                                                                            |                                                                                            |                                                                                            |
| T95   | Autre : - Zones traversées : A à C. - Arrêts accessibles aux UFR : Grenoble - Gare Routière, Gares, Alsace-Lorraine, Vallier-Libération, Alliés, Louise Michel, Stade Lesdiguières, Marielle Franco-Rondeau, L'Étoile, Vif - Mairie, Mens - Roger Brachet. - Amplitudes horaires : La ligne fonctionne du lundi au vendredi à raison de six allers-retours par jour, les samedi à raison de deux allers-retours par jour et les dimanches et fêtes à raison d'un aller-retour par jour. - Date de dernière mise à jour : 8 août 2021. |                                                                                            |                                                                                            |                                                                                            |                                                                                            |                                                                                            |                                                                                            |                                                                                            |                                                                                            |
| T95   | Dernière actualisation : — |                                                                                            |                                                                                            |                                                                                            |                                                                                            |                                                                                            |                                                                                            |                                                                                            |                                                                                            |

#### Lignes saisonnières «Transaltitude»
Transaltitude est un ensemble de lignes saisonnières desservant les stations de ski du département. Certaines de ces lignes viennent en complément des lignes Transisère régulières.
| Lignes | Dessertes                                                           | Transporteur |
| ------ | ------------------------------------------------------------------- | ------------ |
| TAAU   | Grenoble ↔ Auris-en-Oisans                                          | VFD          |
| TAAH   | Grenoble ↔ L'Alpe d'Huez                                            | VFD          |
| TAAG   | Grenoble ↔ Vizille ↔ L'Alpe du Grand Serre                          | VFD          |
| TA2A   | Grenoble ↔ Mont-de-Lans ↔ Les Deux Alpes                            | VFD          |
| TAOZ   | Grenoble ↔ Oz                                                       | VFD          |
| TAVA   | Grenoble ↔ Vaujany                                                  | VFD          |
| TAVR   | Grenoble ↔ Villard-Reculas                                          | VFD          |
| TACO   | Grenoble ↔ Lans-en-Vercors ↔ Villard-de-Lans ↔ Corrençon-en-Vercors | VFD          |
| TAME   | Grenoble ↔ Lans-en-Vercors ↔ Autrans ↔ Méaudre                      | VFD          |

## Parc de véhicules
Le parc de véhicules est composé, entre autres, de :
- Iveco Crossway
- Iveco Evadys

## Transporteurs

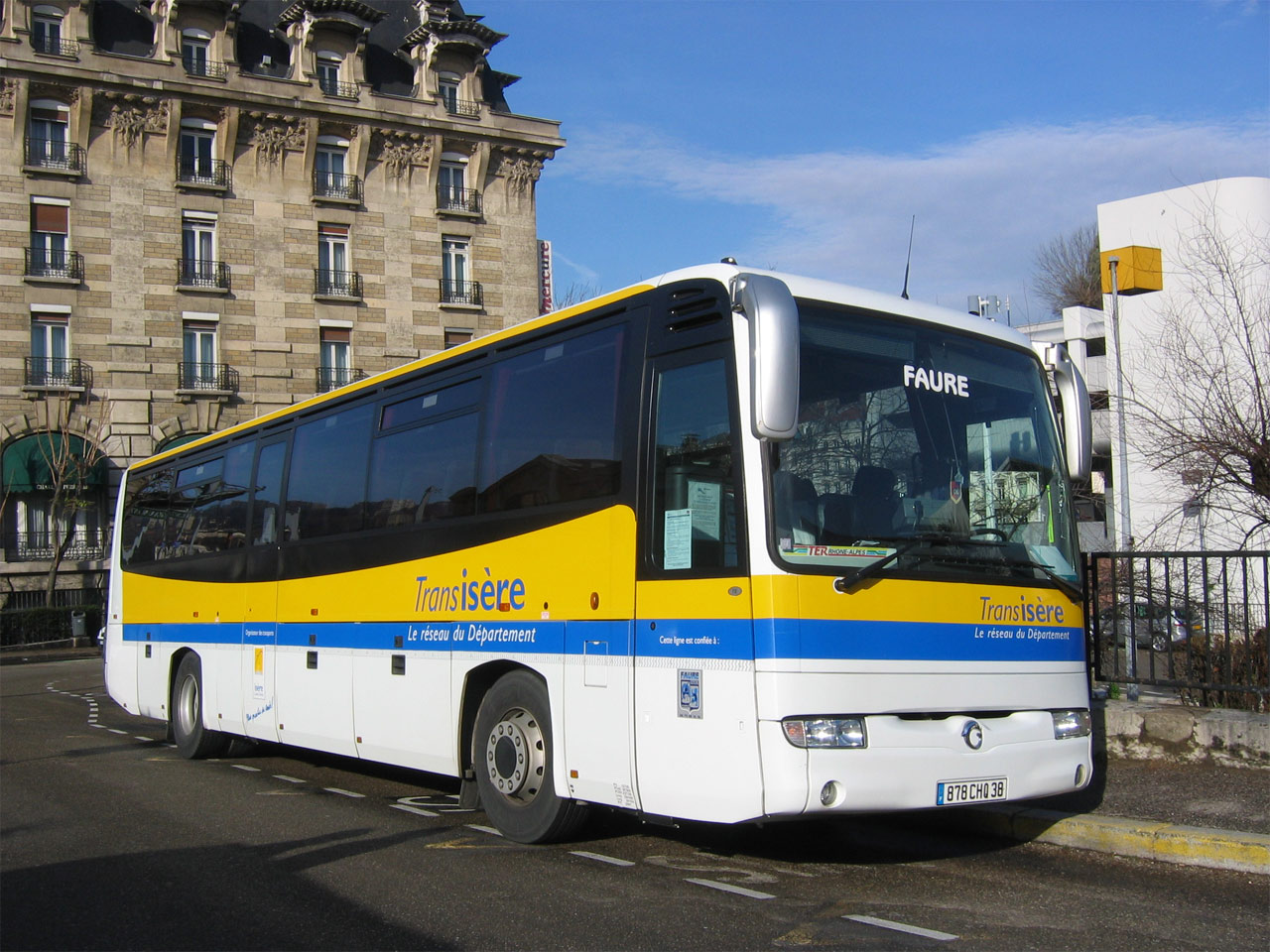
Un autocar du transporteur Faure.

Les dessertes sont assurées par 70 transporteurs dont :
- Transports UTP ;
- Berthelet autocars ;
- Keolis Porte des Alpes ;
- Cars du Vercors ;
- Faure ;
- Perraud ;
- Philibert ;
- Les Rapid'Bleus ;
- Keolis Train Bleu ;
- VFD ;
- Transdev Dauphiné.